# Flysch

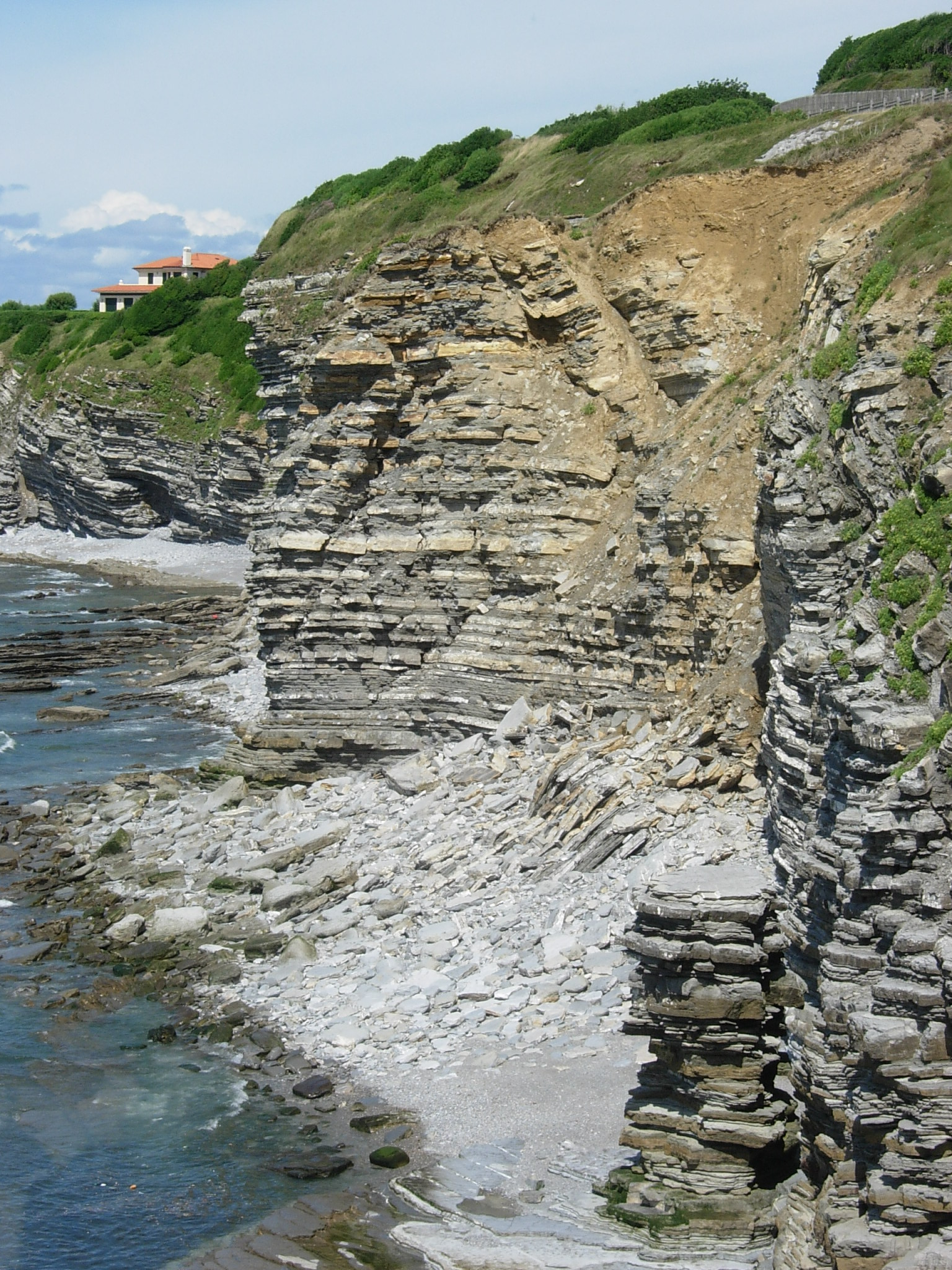
Falaise de flysch à Saint-Jean-de-Luz (Pyrénées-Atlantiques).

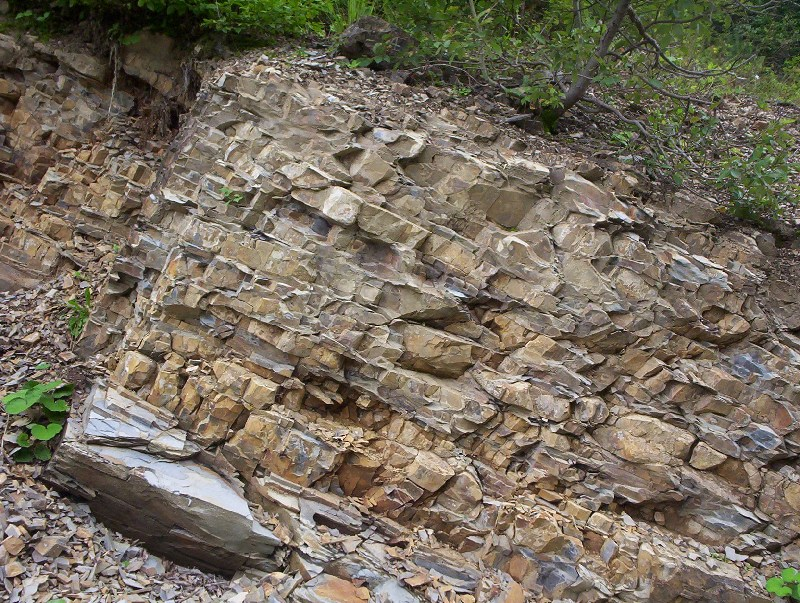
Flysch dans les Carpates polonaises (Beskides orientales).

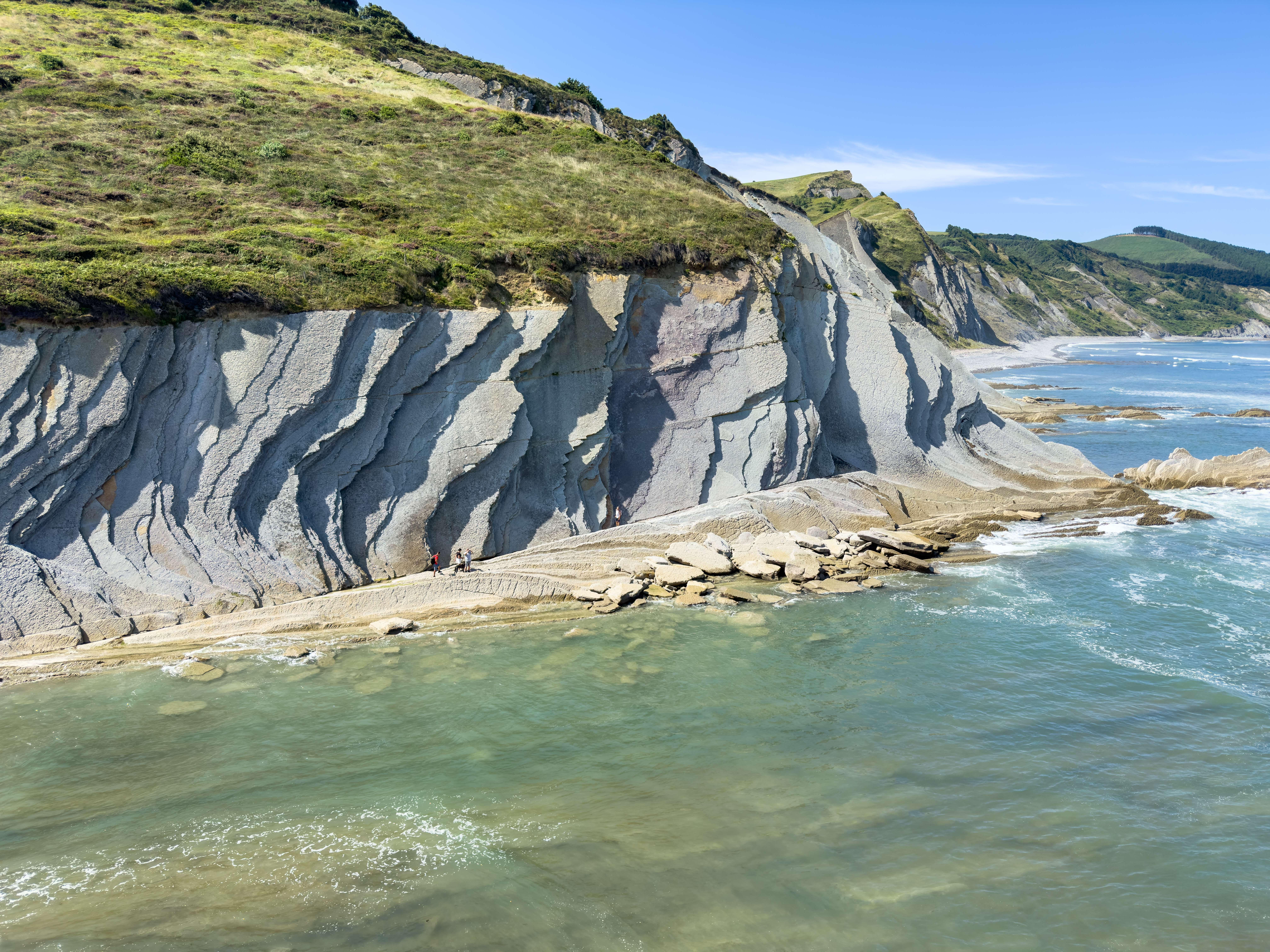
Paysage côtier dans le Pays basque espagnol, constitué de flysch

Le flysch est un dépôt sédimentaire détritique constitué principalement par une alternance de grès et de marnes, qui se sont accumulés dans un bassin océanique en cours de fermeture, dans le cadre d'une orogenèse. Ce terme, d'origine suisse alémanique, est très fréquemment employé dans les Alpes, puis s'est progressivement répandu à travers le monde. Son adoption a fait l'objet de nombreuses interprétations par le passé, mais les géologues s'accordent aujourd'hui sur une interprétation géodynamique et donc d'un dépôt contrôlé par l'activité tectonique, c'est-à-dire un tectofaciès. Son usage ancien, et parfois erroné, ainsi que l'évolution des connaissances en géodynamique poussent néanmoins certains auteurs à remettre en cause son usage.

## Étymologie

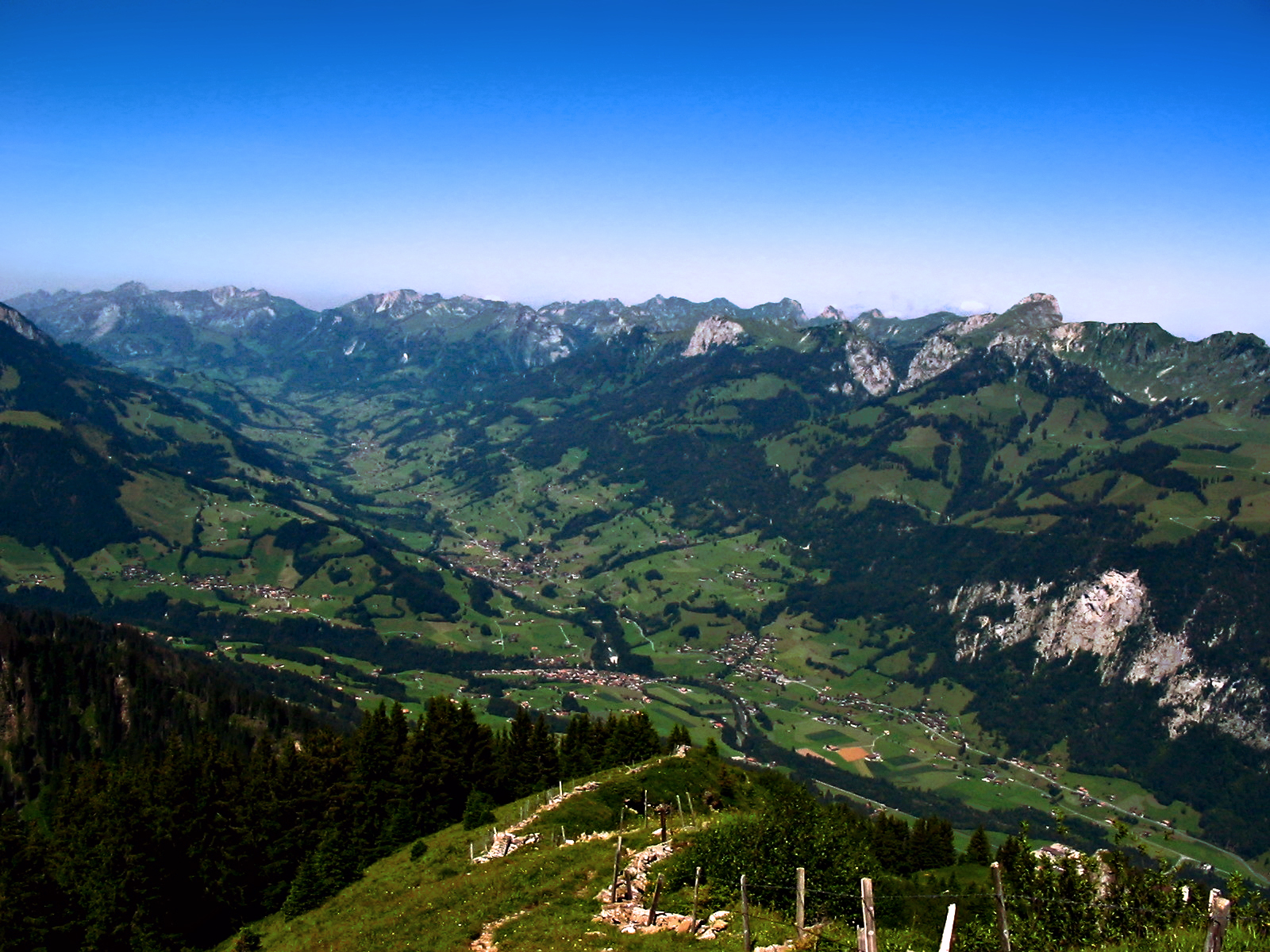
Simmental depuis le Niesen dans les Préalpes romandes. Les séquences de flyschs, appartenant à la nappe supérieure des Préalpes, sont concentrées au fond des vallées tandis que les crêtes en sont dégarnies par érosion, laissant affleurer les séries sous-jacentes, en l’occurrence les formations calcaires de la nappe des Préalpes Médianes.

Le terme flysch est introduit dans la littérature géologique par Bernhard Studer en 1827 pour décrire des séries sédimentaires à dominante schisteuse. 
Le terme désigne dans le dialecte local suisse alémanique du Simmental des roches relativement plates susceptibles de produire des pentes instables, provoquant des glissements de terrain. Le terme flysch provient de l'allemand du Nord flötz, qui lui-même remonterait à l'ancien norrois flach, qui signifie « plat, plancher ». Il désigne ainsi à l'origine une roche schisteuse ou marneuse, qui se débite en plaquettes et est facilement érodable. 
Cette aptitude qu'a la roche à être facilement travaillée conduit aussi à proposer que l'ancien norrois flis, signifiant « écharde, éclat de roche, copeau », peut aussi être un étymon du mot flysch. Ce dernier a ensuite donné fliese (pluriel : fliesen) qui désigne « un morceau de pierre plate, une dalle de pierre ». Dans le canton de Glaris, le terme fliesse est employé pour décrire des zones de pente où les sols glissent. Il découlerait lui aussi de flis dans le sens où la désintégration des couches rejoint la définition de ce dernier. Plus tard, fliesse donne le terme flins en bas allemand, allemand moderne et suisse alémanique, avec pour sens « roche dure » qui évolue vers des pierres particulières qui résistent aux intempéries, puis ce terme désigne des couches utilisables en tant que matériaux de construction. Le mot flysch semble ainsi avoir été utilisé par des carriers pour désigner des couches bien litées et facilement exploitables pour des roches de construction.
Ainsi du point de vue étymologique, le terme flysch semble décrire des roches à dominante schisteuse s'altérant en plaques, facilement érodables à tel point qu'elles  sont susceptibles de produire des pentes instables, entraînant des mouvements de terrain, et qui ont pu être exploitées comme matériaux de construction pour les parties gréseuses en raison de leur structure tabulaire.

## Définition
La définition de flysch caractérise tout dépôt sédimentaire syn-orogénique s'accumulant dans un bassin océanique qui se referme à la suite de la convergence de deux plaques tectoniques continentales. Elle ne se fonde donc pas sur une lithologie particulière, même si les flyschs sont généralement constitués de grès et marnes.
Longtemps décrit comme une unité stratigraphique, voire un faciès,,,, le terme flysch fut aussi considéré comme un synonyme de turbidite. Néanmoins, les flyschs peuvent comporter d'autres types de dépôts liés à des courants de densité (e.g. debris-flow) et inversement les turbidites ne sont pas systématiquement des flyschs. Il est aujourd'hui défini d'un point de vue géodynamique comme un tectofaciès. Le terme flysch est surtout associé à des séries sédimentaires anciennes car la majeure partie des dépôts de courant de densité préservés dans le registre fossile sont des flyschs.
La sédimentation du flysch débute avec l'activation d'une zone de subduction le long de l'une des marges continentales. Le soulèvement par déformation de la croûte continentale supérieure (c'est-à-dire la croûte non subductée) entraîne l'érosion des reliefs bordant la marge et génère une sédimentation détritique. Ces sédiments sont transportés vers le domaine océanique puis s'accumulent dans la fosse de subduction, au pied du prisme d'accrétion par l'intermédiaire de courants de densité (ou courants gravitaires). Ils se déposent invariablement sur un substrat sédimentaire qui correspond généralement à des dépôts marins pélagiques. La sédimentation se poursuit jusqu'à la fermeture du bassin océanique et la collision, c'est-à-dire la rencontre entre les deux plaques continentales succédant à la fermeture du domaine océanique qui les séparait.

### Cas particuliers
Plusieurs séquences détritiques du domaine alpin sont dénommées flyschs (ici décrit comme flyschs s.l.) malgré un contexte tectonique distinct et pose la question des limites de la définition. Ainsi les formations de Cuvigne Derrey (flysch des Médianes) et de Chumi (flysch de la Brèche) appartiennent au domaine briançonnais et se sont par conséquent déposées sur une croûte continentale. Elles reposent néanmoins en partie sur des séries marines pélagiques (e.g. formation des Couches Rouges). De même le flysch du Niesen, situé dans le domaine valaisan, s'est déposé le long de la marge passive européenne.
De même les séries détritiques marines déposés dans le bassin d'avant-pays Nord Alpin (e.g. flyschs helvétiques et dauphinois) portent encore la dénomination de flysch. Bien que post-orogéniques, les géologues les associent aux flyschs car ils constituent un stade de sous-remplissage du bassin par opposition à la molasse et bien qu'ils devraient être inclus dans la sédimentation de type molasse. Par ailleurs le taux de sédimentation de ces flyschs s.l. serait plus élevé que celui des flyschs s.s..
Ces extensions de l'attribution de flysch proviennent d'une méconnaissance initiale du contexte géologique de ces unités. Elles furent toutes décrites dès le XIXe siècle dans un contexte antérieur à l'application de la théorie des plaques tectoniques et leur dénomination persista malgré les avancées des connaissances. Par ailleurs, dans les Alpes, les flyschs s.l. ont été davantage étudiés que les flyschs s.s. car ils sont peu déformés et toujours en contact avec leur substrat sédimentaire ce qui a permis de nombreuses études sur la déformation et le remplissage des bassins d'avant-pays. A contrario, les flyschs s.s. ont été décollés et constituent aujourd'hui des nappes de charriage ce qui complique les travaux sur leur origine paléogéographique. Enfin leur incorporation dans le prisme d'accrétion peut aboutir à un faible métamorphisme qui peut nuire à leur compréhension.

### Différences avec la molasse
La collision marque la formation d'une vaste dépression crustale (foredeep) sur la croûte continentale subductée (ou croûte inférieure), dénommée bassin d'avant-pays, et dans lequel se dépose la molasse qui est aussi une définition géodynamique regroupant une grande variété de couches sédimentaires post-orogéniques. La molasse débuterait à partir des premiers dépôts marins peu profonds à l'image de la Molasse marine inférieure du Bassin d'avant-pays Nord Alpin, contrairement aux flyschs qui sont des dépôts exclusivement marins profonds. Les flyschs s.l. sont décrits comme un stade de sous-remplissage du bassin contrairement à la molasse qui comble définitivement le bassin d'avant-pays. En effet, la déformation du prisme d'accrétion est bien plus importante au moment de la collision et favorise le déversement d'une plus grande quantité de sédiments durant le stade molasse et donc le comblement du bassin d'avant-pays. La molasse se dépose sur un substrat sédimentaire comportant des dépôts de plateforme. D'un point de vue sédimentaire, les environnements fluviatiles que l'on rencontre aussi dans la molasse favorisent d'importantes variations latérales contrairement au flysch qui peut rester monotone sur de grandes distances. De même Bernard Beaudouin constate que les figures de courants présentent plus de variation dans les séries molassiques contrairement au caractère unidirectionnel des flyschs. Enfin le mode de dépôt lié aux courants de densité favorise le développement d'un grano-classement. Les apports sédimentaires fluctuent en fonction de la déformation du prisme orogénique. Les apports de flyschs correspondent à une faible exhumation des unités impliqués dans l'orogenèse caractérisée par des apports sédimentaires et granitiques. Puis l'exhumation tardive des unités profondément enfouies (e.g. ceinture éclogitique) favorisent des apports à dominante métamorphique pendant le stade molasse,,.
|                                   | Flysch s.s.                                            | Flysch s.l.                                     | Molasse                          |
| --------------------------------- | ------------------------------------------------------ | ----------------------------------------------- | -------------------------------- |
| Stade orogénique                  | Syn-orogénique                                         | Post-orogénique                                 | Post-orogénique                  |
| Situation paléogéographique       | Bassin océanique en cours de fermeture                 | Bassin d'avant-pays                             | Bassin d'avant-pays              |
| Croûte terrestre                  | Croûte océanique (et continentale ?)                   | Croûte continentale                             | Croûte continentale              |
| Substrat sédimentaire             | Radiolarite + boue pélagique (et calcaire pélagique ?) | Calcaire de plateforme + dépôt pélagique        | Calcaire de plateforme           |
| Milieu de dépôt                   | Marin profond                                          | Marin relativement profond                      | Marin peu profond à continental  |
| Variabilité                       | Monotone                                               | Monotone                                        | Importante en milieu continental |
| Situation tectonique              | Allochtone (nappe de charriage)                        | Autochtone à parautochtone (nappe + plissement) | Autochtone                       |
| Enfouissement                     | Diagenèse, faible métamorphisme éventuel               | Diagenèse, voire léger métamorphisme            | Diagenèse voire absence          |
| Taux de sédimentation             | Faible                                                 | Faible                                          | Élevé                            |
| Apport des sources métamorphiques | Faible                                                 | Faible                                          | Important                        |

## Histoire

### Définition initiale et imprécisions
« Le fond de la vallée depuis Erlenbach jusqu’à Zweisimmen, tout le Hundsrücken et le fond de la vallée d’Ablenschen, les Saanenmöser, le fond de la vallée de Rougemont et de Château-d'Œx, la vallée élevée des Mosses jusqu’a Sépey, toute cette ligne parallèle à la direction des Alpes est occupée par une formation qui se montre en général sous la forme de schistes et grès noirâtres, mais qui prend un caractère très compliqué par la présence de blocs et de couches calcaires subordonnées, de grandes masses de brèches calcaires, des couches de quartz et de silex pyromaque noir et vert de poireaux. Les roches où la structure schisteuse prédomine sont appelées Flysch dans le pays et nous pouvons sans inconvénient étendre cette dénomination à toute la formation. Les roches ressemblent tellement à celles de la chaîne du Niesen et par conséquent celles de la chaîne de Glaris que je n’hésiterai pas à réunir ces formations si le gisement le permettait, seulement le mica est assez rare dans le Flysch tandis qu’il est fort commun dans les grès du Niesen »

— Studer, 1827, p.40

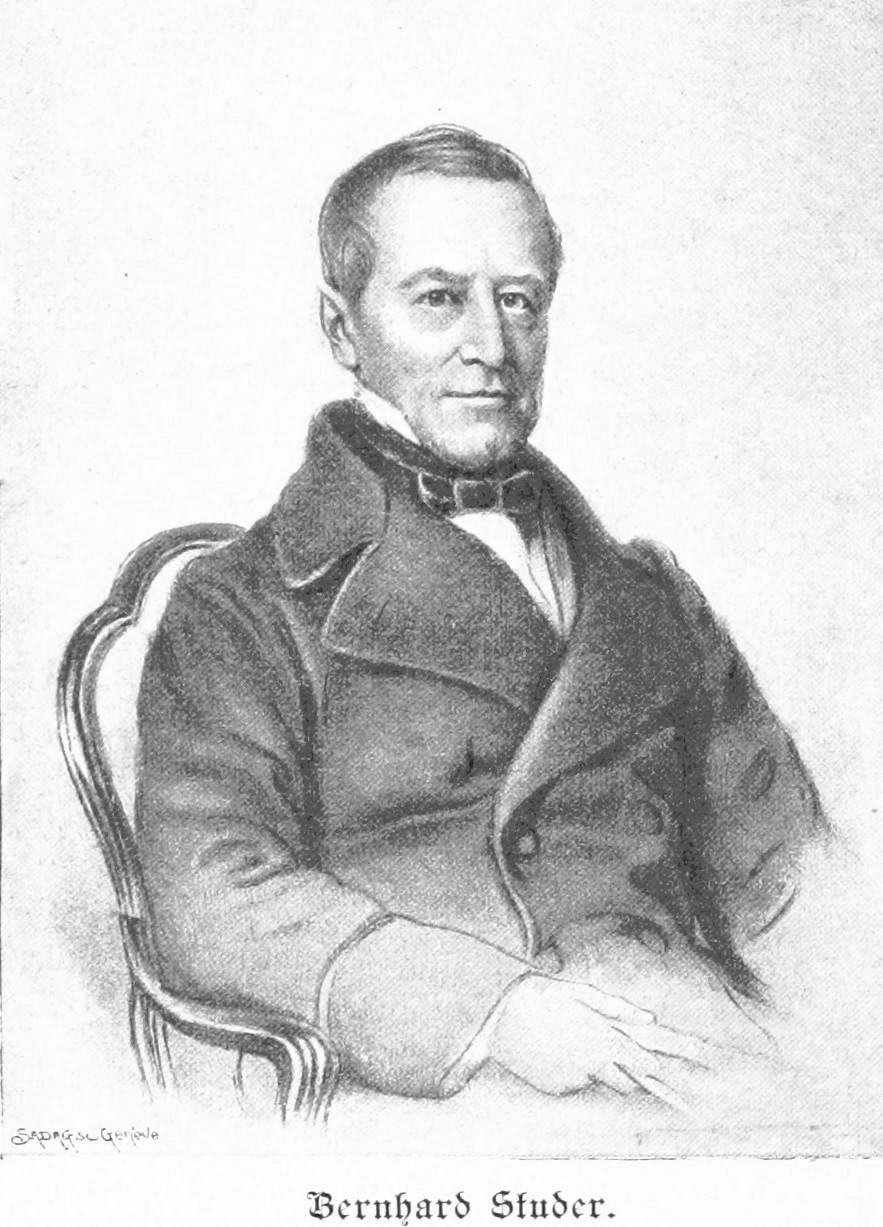
Portrait de Bernhard Studer qui a introduit le concept de flysch.

En 1827, Bernhard Studer reprend le terme de flysch, issu du dialecte local du Simmental, pour désigner toute séquence sédimentaire constituée par des schistes et des grès noirs dans les Préalpes romandes (Alpes bernoises, Alpes uranaises et Alpes glaronaises). Le flysch consiste, selon l'auteur, en des séquences à dominante schisteuse ou marneuse noires ou grises et alternant avec des grès à ciment calcaire et de teinte gris foncé. Bernhard Studer complète ensuite ses observations en décrivant des fucoîdes dans les grès, ainsi que la présence de conglomérats mais considère difficile de discriminer correctement le flysch de la molasse. La cartographie de la région du massif du Saint-Gothard lui permet de confirmer la présence du flysch dans les régions internes des Alpes après l'avoir décrit dans les reliefs externes des Alpes dans le canton de Berne. D'unité lithostratigraphique locale, Bernhard Studer élargit le concept en l'étendant à l'ensemble du front alpin sous la forme d'unité stratigraphique surmontant localement les grès ou calcaires à nummulites de l'Oligocène,. Cependant, Bernhard Studer ne fournit aucun critère géologique ou pétrographique précis si bien que l'usage du terme flysch rencontra un vif succès car de nombreux auteurs l’utilisèrent pour décrire des unités géologiques souvent mal comprises,, ou bien car il n'existe aucun substitut fiable. Ceci entraîna une large confusion sur la définition du flysch au point que Bernhard Studer dut préciser que le terme est restreint aux unités qu'il avait décrit précédemment mais précise que le terme est « localement donné dans le Simmental qu’à une roche se débitant en feuillets » (p. 22). De même il n'attribue aucun critère stratigraphique ou tectonique au terme de flysch,. Par la suite, plusieurs auteurs,,,,,,,, vont proposer une description synthétique mais pour certains la grande diversité des flyschs empêche de fournir une description précise et devient source d'une grande imprécision,.

### Premiers travaux
Durant le XIXe siècle et la première moitié du XXe siècle, le terme de flysch est alors une formation tertiaire typique des Alpes sans équivalent externe. Des dépôts équivalents seront ensuite décrits dans les Pyrénées, les Apennins et les Carpathes confirmant son caractère universel, et plus tard sur le continent américain, et en Himalaya. Par la suite une distinction sera effectuée entre le flysch tertiaire et le flysch crétacé, notamment dans les Alpes orientales. Certains vont même jusqu'à proposer des flyschs d'âge Jurassique et Crétacé,. Il s'agit notamment de séries calcaires de bassin (calcaires pélagiques) qui ne sont pas affiliées à des flyschs. C'est le cas notamment des séries sédimentaires situées sous le flysch carpathien, ou de la formation du Staldengraben (Jurassique moyen) de la nappe des Préalpes médianes. Très vite les auteurs constatent que les flyschs constituent des unités stratigraphiques homogènes et situées dans une même position structurale dans le géosynclinal, à l'image de Marcel Bertrand qui releva la relation tectonique qui existe entre le flysch et le géosynclinal et décrit par conséquent les flyschs comme un faciès orogénique,. Selon Marcel Bertrand, les flyschs schisteux (ou schistes lustrées) correspondent au premier stade de remplissage du géosynclinal suivi par des faciès plus grossiers (flysch au sens propre) contemporains de l'émergence de la cordillère centrale. Enfin la séquence de flysch est ensuite recouverte par les dépôts de molasse. Le terme de flysch devient par ailleurs une phase de la séquence orogénique (dépôt pré-orogénique, pré-flysch, flysch et molasse). Sa description repose principalement sur le contexte orogénique alpin où coexistent deux écoles sur la définition de flysch. D'une part, les géologues suisses et autrichiens restreignent son usage à des séries sédimentaires bien définies d'un point de vue tectonique et stratigraphique, tandis que les géologues français et italiens l'appliquent à un type de dépôt de géosynclinal bien précis mais sans contrainte d'âge. Cette dernière définition fut ensuite reprise par les géologues anglo-saxons.
Toutefois les flyschs (au sens strict du terme), transportés par des nappes, posent alors de nombreux problèmes tant sur leur âge que leur attribution tectonique. Ainsi le concept de flysch fut surtout décrit au travers du flysch helvétique, (e.g. flysch s.l.) car il présente une continuité stratigraphique avec les séries plus vieilles (calcaire de plateforme et calcschiste planctonique) et la molasse qui le surmonte. Jusque dans les années 1970-1980, le modèle orogénique repose sur le modèle du géosynclinal. Un géosynclinale était décrit comme une vaste dépression crustale où les mouvements ascendants de la croûte terrestre favorisaient l’émersion d’une cordillère en position médiane. Ce relief soumis à l’érosion alimentait par la suite une sédimentation clastique dans le bassin adjacent conduisant à la formation des flyschs. Parfois, les auteurs ne trouvaient aucune trace des reliefs alimentant les flyschs et définissaient le matériel hérité comme exotique à l'image de certains granites attribués à l'hypotéthique massif d'Habkern dans les Alpes centrales. D’un point de vue chronologique, ces dépôts s’effectuaient durant la phase de comblement du géosynclinal,, et sont par conséquent décrits comme des faciès de fermeture.

Ce modèle, largement admis, sera toutefois contesté par plusieurs auteurs dont Dan C. Jipa, qui en fera une synthèse. Ces derniers considéraient que la cordillère intragéosynclinale n’était pas la seule et unique source de matériel détritique mais que les principales zones d’alimentation étaient en dehors du géosynclinale (e.g. sources extra-geosynclinales). De plus, les auteurs remettaient en cause le principe de la comparaison systématique des différents modèles orogénique au système alpin. Plusieurs auteurs se sont ainsi penchés sur la granulométrie très fine des flyschs qui ne coïncide pas avec une alimentation depuis la cordillère. Certains,, proposèrent une origine continentale deltaïque mais cela ne concordait pas avec les reconstitutions paléogéographiques.
La monotonie des accumulations de flysch traduit un dépôt rythmique pour certains auteurs, parfois comparé aux varves. Elle est aussi décrite comme des straticules ou des laminites de second ordre,,. La rythmicité des alternances grès - marnes fait aussi l'objet de débat. Certains les considérèrent comme des oscillations verticales tectoniques saccadées de l'ordre d'une dizaine à une centaine de mètres mais les variations climatiques furent le plus régulièrement suggérées. Pour d'autres enfin, les flyschs sont même restreints dans des sillons qu'ils comblent par définition.

### 1rerévolution: les courants de turbidité

#### Profondeur des dépôts
Les flyschs sont considérés comme des dépôts profonds depuis le modèle d'Émile Haug des dépôts géosynclinaux. Theodor Fuchs est l'un des premiers à proposer une origine profonde sur la base notamment de l'absence de structures entrecroisées, l'absence d'empreintes de pas d'animaux terrestres, la présence exclusive d'organismes pélagiques (ammonites) et profonds (poissons) et la présence de fucoïdes (ou chondrites (en)). La préservation de ces critères paléontologiques et sédimentaires, ainsi que l'absence d'érosion, poussent Theodor Fuchs a considéré le dépôt des flyschs dans un environnement profond, bien qu'il ne puisse expliquer le mécanisme de transport sédimentaire. Cependant, certains auteurs,, émettaient des doutes sur sa bathymétrie et considéraient le flysch comme un dépôt peu profond à l'image des flyschs surmontant des dépôts de plateforme carbonatée. Leur raisonnement reposait sur la grande épaisseur d'accumulation des flyschs qui indiquait selon eux un fort taux de sédimentation et une forte agitation des eaux par analogie avec les milieux peu profonds proches des côtes. Les organismes observés démontreraient aussi selon eux une faible profondeur de dépôt et certains décrivaient de manière erronée des traces de pattes d'oiseau,. De même certains auteurs considéraient le faible contenu paléontologique comme résultant de conditions de faible profondeur,. De son côté, Jean Tercier considérait qu’il n’existe pas de contraintes en termes de profondeur : si la présence de grands foraminifères (orbitolines, nummulites, assilines, discocyclines et operculines) ou de niveaux conglomératiques ou brèchiques indiquait selon lui un dépôt à faible profondeur, les faciès à grès fin alternant avec des schistes argileux correspondent à des dépôts profonds. De même, les marnes à globigérines étaient alors considérées comme des équivalents bathyaux,. Tercier considère par ailleurs que le flysch se dépose dans un environnement à bathymétrie et topographie relativement régulière à l'image d'une rampe,. Néanmoins, l'absence d'empreintes de pas d'animaux terrestres ou d'oiseaux ainsi que l'absence de fentes de dessiccation excluent un dépôt dans des environnements tidaux et de faible profondeur. Ce sont finalement les contributions en micropaléontologie,,, qui confirmèrent la nature profonde des flyschs (environ 1 000 m) en identifiant la faune à Rhabdammina (foraminifères benthiques profonds) dans les flyschs alpins d'âge Crétacé tardif à Éocène et comparable aux faunes actuelles des grands fonds. Par ailleurs la faible abondance de bioturbations suggère une faible occurrence d'organismes benthiques, mais leur identification permet de contraindre la profondeur des dépôts sédimentaires.
Toutefois il subsistait une zone d'ombre pour expliquer la présence de dépôts sableux en bas de pente dans un environnement à dominante argileuse et les mécanismes de transport associés. Il fut ainsi proposé un transport par glacier ou iceberg, des éboulements sous-marins voire des éruptions sous-marines.

#### Mécanismes de dépôt
Au cours de la première moitié du XXe siècle, plusieurs expéditions océanographiques ont été entreprises pour décrire la sédimentation en milieu marin profond. Ils remarquèrent que de nombreux bancs de grès présentant un granoclassement vertical dans les séries fossiles étaient similaires et suggérèrent une origine marine profonde. Parallèlement, des travaux, proposèrent que ces sédiments étaient déposés par des courants gravitaires entaillant les pentes marines en profonds canyons sous-marins. Ce sont finalement les travaux de Philip H. Kuenen, qui vont confirmer ces hypothèses au travers d'expérimentations dans des réservoirs et par comparaison avec des séries fossiles dans les Apennins.
Ces travaux vont conduire à une réinterprétation de l'origine des flyschs si bien que les bancs granoclassés deviennent un critère déterminant des flyschs et les premières séquences turbiditiques vont être décrites parmi les flyschs alpins,. Les critères d'identification des flyschs sont à cette occasion rediscutés à la lumière de cette découverte concernant la granulométrie, la composition et les figures sédimentaires,, tandis que de nombreux travaux sur les séquences turbiditiques ont permis de mieux appréhender les faciès, la géométrie ainsi que les mécanismes de dépôt de flysch,,,,.
Parallèlement, il est confirmé que les flyschs sont des dépôts marins profonds et restreints aux géosynclinaux car ces derniers sont les seuls susceptibles d'avoir des pentes suffisamment raides, grâce à des taux de subsidence élevés, pour permettre le déclenchement des courants de turbidités. Par ailleurs, seul un contexte orogénique permet de mobiliser de larges quantités de sédiment pour les séquences de flysch. La séquence de flysch est alors considérée comme dépendante de l'exhumation de la partie intragéoscynclinale constituant une cordillère, attribuant ainsi au flysch un faciès orogénique. Enfin il est confirmé que la sédimentation se produit durant ou avant la phase paroxysmale de l'orogène,,, mais pourrait aussi se produire durant les dernières phases de plissement. En conséquence, Certains auteurs,, suggèrent de définir les flyschs d'après les figures sédimentaires en faisant abstraction de leur origine, stratigraphie ou de leur contexte tectonique qui sont fonction de la provenance des sédiments et des zones d'accumulation.

### 2derévolution: la tectonique des plaques

Schéma d'une zone de subduction. La sédimentation de type flysch s'accumule dans la fosse (trench) et résulte de l'érosion des reliefs se formant en arrière de la zone de subduction.

L’avènement de la théorie synthétique de la tectonique des plaques,, va considérablement remettre en cause le modèle orogénique synthétisé par Dan C. Jipa. Exit donc géosynclinal et cordillère, le nouveau modèle définit un domaine océanique qui se referme par la convergence de deux plaques continentales au moyen d’une zone de subduction. Il s’ensuit une collision de ces deux plaques, une fois que toute la croûte océanique a été subductée, qui s’accompagne par la création d'un relief (la chaîne alpine par exemple). Selon ce nouveau modèle, les flyschs se déposent durant le premier stade de la convergence, dans un bassin océanique en phase de fermeture et par conséquent avant la collision. Bien que son adoption générale fut plus tardive, plusieurs géologues développèrent des modèles pour les flyschs alpins en prenant en compte les contraintes tectoniques,,. Par la suite, plusieurs révisions générales sont entreprises pour fournir une reconstruction des conditions de dépôts des flyschs alpins,,,.
Mais rapidement, des séquences turbiditiques sont décrites dans une grande variété de contextes tectoniques au point que certains auteurs identifieront des flyschs atlantiques le long des marges passives. Parallèlement, des études ont par la suite démontré l'influence de la tectonique sur la composition des sables,, permettant une meilleure identification des flyschs.

## Quel statut actuel?
Dès son introduction par Bernhard Studer, le terme de flysch a fait l'objet de critiques tout en gagnant en popularité. Il prit par la suite une signification double qui le définit soit comme (1) un faciès sans critère d'âge ou de stratigraphie ou bien (2) une formation précise liée au géosynclinal alpin ce qui engendra de la confusion sur son usage. Les mélanges des interprétations sédimentaires, lithologiques et tectoniques favorisent aussi des confusions,. Ainsi Philip H. Kuenen rappelle qu'il n'y a pas de consensus sur le sens du terme de flysch. Pour Andrew D. Miall, le terme de flysch ainsi que celui de molasse ne sont au fond que des héritages de l'ancien modèle de géosynclinal.
Pour Peter Homewood et Olivier Lateltin, le terme est attribué à des dépôts pré-orogénique à syn-orogénique bien qu'ils reconnaissent qu'il n'existe pas d'équivalent pour les marges passives ou le stade rift tandis que certains auteurs identifient des dépôts de flyschs dans d'autres contextes orogéniques. Le contexte orogénique est par ailleurs source de débats et le dépôt de flysch avant la phase paroxysmale de l'orogène est contesté. De même, certains flyschs dérivent de sources latérales et non issues de la zone d'orogène à l'image des flyschs éocène des Pyrénées et oligocène-miocène des Apennins. Les flyschs sont aussi parfois décrits à différents stades de l'orogène,,.
Ainsi son usage est débattu par certains auteurs. La grande diversité des interprétations pousse Jean Boussac à remettre en cause son usage : « Il en résulte que le mot flysch finit par n'avoir plus aucune signification précise. Il est encore légitime de l'employer dans certains sens bien définis, pour certaines formations particulières: on dira Flysch calcaire comme on dit Calcaire grossier, et personne ne s'y trompera. Mais il ne faut parler du Flysch en général, parce que si ce mot a beaucoup de significations diverses et particulières, il n'a plus aucun sens général » (p. 641). Selon Rudolf Trümpy, certaines molasses présenteraient même des ressemblances avec les roches de type flysch en Suisse centrale.
Face à la confusion initiale générée par son flysch, Bernhard Studer proposa initialement d'abandonner son usage. Il considéra par la suite qu'« il n’y a pas d’autre exemple peut-être dans l’histoire de notre science d’un nom qui depuis son introduction, ait causé plus de confusion que ce malheureux flysch » et qu'avec l'évolution des connaissances « le mot de flysch sera à la fin rayé de la terminologie géologique ». La confusion entre lithologie et sédimentologie des flyschs conduit même certains auteurs à abandonner son usage,,,, en raison notamment d'incohérences dans d'autres systèmes orogéniques que les Alpes.
En conséquence, Gilbert Kelling et Daniel Jean Stanley proposent de restreindre l'usage de flysch à un terme descriptif sans caractère génétique tandis que Andrew D. Miall recommande de recourir aux clés stratigraphiques pour identifier les différentes successions et qui reflètent davantage les conditions de dépôts de chaque unité et leur contexte tectonique. Cela contribue par ailleurs selon l'auteur à restreindre les généralisations et à souligner la diversité tectonique du monde. Ainsi les révisions stratigraphiques effectués notamment en Suisse au travers du projet HARMOS tendent à supprimer le terme de flysch dans la nomenclature des unités géologiques avec quelques exceptions toutefois.

## Description
Depuis Bernhard Studer, la définition du flysch a peu évolué dans son ensemble mais l’évolution des connaissances sédimentologiques et tectoniques a permis de mieux appréhender cette la source du matériel détritique et le mode de dépôt par les courants de densité. Nous conseillons la lecture des travaux synthétiques sur les flyschs de Rudolph Trümpy (1960) et de Marguerite Rech-Frollo (1972) pour une analyse plus quantitative. Bien que par définition géodynamique, les flyschs sont des dépôts sédimentaires siliciclastiques et partagent plusieurs propriétés qui font l'objet de plusieurs études mais qui ne leur sont toutefois pas spécifiques.

### Stratigraphie

#### Flyschs.s.
Les dépôts de flysch s.s. reposent invariablement sur une croûte océanique en cours de subduction. Depuis sa genèse dans la ride médio-océanique jusqu'à sa subduction, la croûte océanique est recouverte par différentes couches sédimentaires successives dont le flysch constitue le dernier stade. Le premier stade correspond au dépôt de radiolarite. Ce sont des dépôts pélagiques profonds constitués de boues siliceuses riches en radiolaires car déposés sous la CCD. Puis, à l'approche de la zone de subduction, les apports siliciclastiques issus du domaine continental augmentent en proportion. Il s'agit tout d'abord de sédiment fins hémipélagiques s'accumulant sous forme de marnes potentiellement riches en radiolaire ou en foraminifère planctonique (calcaire à calpionelles, argile à palombini, micrite à glotruncana, etc). Puis lorsque la croûte océanique atteint la fosse de subduction, les dépôts siliciclastiques de pente issus des courants de densité (flysch) prédominent. Les dépôts de flyschs scellent généralement la couverture sédimentaire de la croûte océanique subductée mais ils peuvent être parfois surmontés par un mélange sédimentaire. Cette succession stratigraphique correspond au modèle de Oceanic Plate Stratigraphy développé pour les sédiments marins du prisme d'accrétion japonais,. Ces dépôts sont ensuite incorporés dans le prisme d'accrétion sédimentaire qui se forme en avant de la zone de déformation. Le plan de décollement se produit généralement dans les épaisseurs à dominante marneuse constituant la base de la série. Ainsi le substrat sédimentaire sur lequel reposait les flyschs s.s. est séparé et entre en subduction où il sera métamorphisé à l'image de la nappe de Tsaté ou de Zermatt Saas-Fee dans les Alpes (aussi appelé schistes lustrés). La limite supérieure est généralement marquée par un plan de chevauchement ou surmonté par un mélange.

#### Flyschs.l.
Les flyschs s.l. se déposent par contre sur une croûte continentale dont la couverture sédimentaire est caractérisée par des dépôts calcaires de plateformes et surmonté par des calcaires fins pélagiques (Calcaire de Seewen du domaine helvétique dans les Alpes) et auparavant décrits comme des faciès à calcschistes planctoniques. Ils sont eux-mêmes recouverts par des séries pélagiques fines tels que les Marnes à Globigérines et les Schistes à Meletta dans le domaine helvétique. Contrairement aux flyschs s.s., les flyschs s.l. sont moins affectés par la tectonique et le contact stratigraphique avec les couches sous-jacentes peut persister. Ils peuvent aussi présenter une continuité sédimentaire avec les dépôts de molasse à proprement parler.

#### Évolution de la sédimentation
Les dépôts de flysch évoluent avec la migration de la croûte océanique dans la fosse. Les premiers dépôts correspondent à des faciès distaux du cône sous-marins. Ils se caractérisent par une prépondérance d'intervalles marneux entrecoupées par des bancs de grès fins et d'épaisseur centimétrique à décimétrique. Les intervalles marneux définissent la sédimentation fine hémipélagique tandis que les bancs de grès à conglomérats résultent des courants de densité. Puis, progressivement, les apports siliciclastiques augmentent tandis que les intervalles marneux diminuent jusqu'à atteindre dans un modèle idéal une accumulation de bancs conglomératiques. Toutefois les variations des apports siliciclastiques continentaux et du niveau marin en rapport avec la tectonique et le climat peuvent altérer cette succession et favoriser le retour à une sédimentation plus marneuse ou restreindre les apports les plus grossiers.

### Lithostratigraphie

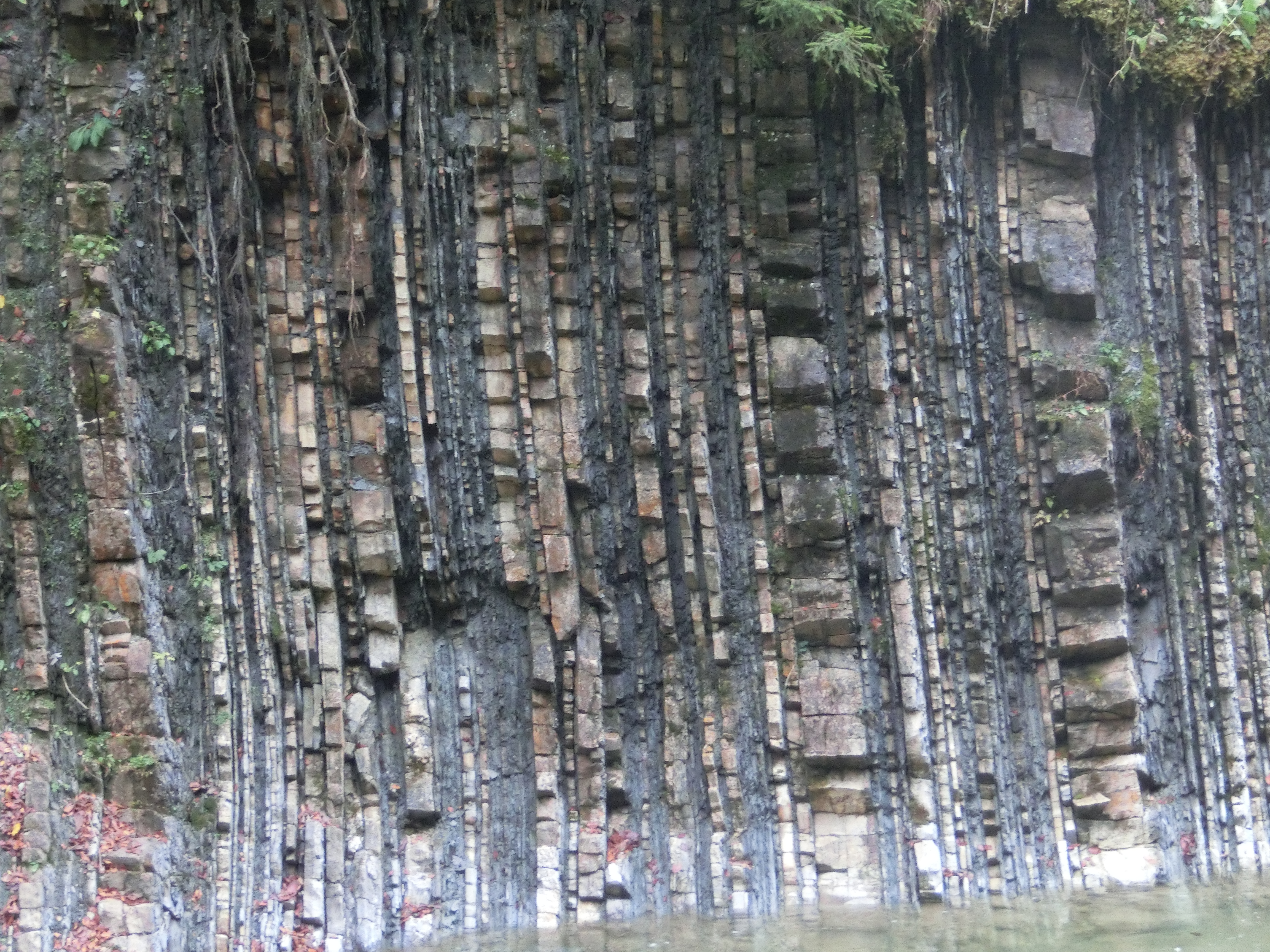
Illustration d'une succession-type d'un flysch (ici en position redressée) dans un flysch bavarois avec son alternance marno-gréseuse.

L'image la plus commune du flysch consiste en une alternance monotone et régulière de bancs de grès bien lités et d'intervalles argilo-marneux (flysch argilo-gréseux pour les anciens auteurs) sur une épaisseur de plusieurs centaines voire milliers de mètres. Néanmoins le ratio marne/grès est très variable (de 10:1 à 1:5). Des bancs calcaires et de conglomérats polygéniques complètent cette description stratigraphique en perturbant quelquefois cette alternance. Dans certains cas, les bancs calcaires prédominent et leur confèrent le nom de flysch calcaire (exemple : flysch à Helminthoïdes, flysch de la nappe de la Dranse). Il s'agit généralement de dépôt calcaire resédimenté et concentré à la base des séquences. Ils présentent fréquemment une texture wackestone et apparaissent similaires à des calcaires fins pélagiques.

L'extension latérale des bancs est relativement importante et l’on peut suivre les bancs sur plusieurs kilomètres pour les faciès de bassins ce qui contraste fortement avec la molasse où l’extension latérale est relativement limitée notamment dans les dépôts fluviatiles. Par contre les faciès proximaux de chenaux peuvent comporter d'importantes variations latérales. Il est possible d’observer des variations concernant l’épaisseur voire sa composition. La succession stratigraphique ne présente généralement pas de hiatus sédimentaire bien que la nature des courants de densité sous-entend des phases d’érosion affectant notamment la partie proximale du cône sous-marin. Le faible intervalle de temps constaté (5 à 20 Ma) induit par ailleurs un taux de sédimentation rapide lié au contexte orogénique.

Il est néanmoins pas toujours évident d’effectuer des subdivisions au sein de ces formations,. Elles sont soit très monotones ou bien la complexité des alternances ne permet pas de délimiter des subdivisions ou des cycles. Seules l'étude du contenu paléontologique (âge) ainsi que la pétrographie (composition) permet dans ce cas de subdiviser le flysch.

### Sédimentologie
Les accumulations de type flysch sont déposées par des courants gravitaires marins ou courants de densité (abusivement décrits comme des courants de turbidité) dans un milieu marin profond. Dans un cas idéal, ils sont constitués par l'alternance de grès et de marnes (flysch argilo-gréseux). Les premiers constituent des dépôts liés aux courants de densité (origine extrabasinale) tandis que les intervalles marneux décrivent la sédimentation hémipélagique (origine intrabasinale), c'est-à-dire le résultat de la décantation de particules fines. Les intervalles marneux peuvent aussi provenir, dans une certaine mesure, de ces mêmes courants (intervalle Te de la séquence de Bouma). Néanmoins, selon où l'on se place dans le système turbiditique, ces dépôts peuvent se composer d'une accumulation monotone de bancs gréseux à conglomératique dans les faciès de chenaux (flysch gréseux pour les anciens auteurs,) ou présenter d'épaisses accumulations de marnes dans les faciès distaux de lobes (flysch noir pour les anciens auteurs,). Les niveaux conglomératiques définissent généralement des milieux de dépôts proximaux liés au chenal voire des mécanismes de transport spécifique comme des coulées de débris. Les bancs calcaires constituent soit des faciès très distaux riches en fragments coquilliers et notamment en foraminifères, soit des avalanches de débris issus des plateformes calcaires environnantes. La teneur en carbonate dans les grès mais aussi les intervalles argileux dépendent de la position relative de la CCD par rapport au milieu de dépôt.

Il est important de préciser que tout flysch est un dépôt de courant de densité mais tout dépôt de courant de densité n'est pas systématiquement un flysch. C'est le cas notamment des dépôts sur des marges passives comme sur les bordures de l'océan Atlantique car déposé dans un domaine tectonique en extension (ouverture de l'Océan Atlantique).

### Conditions d'affleurement
Les conditions d'affleurement des flyschs fluctuent en fonction d'une part des lithologies et d'autre part de la déformation tectonique. Dans certains cas comme dans les Apennins et le long de la côte basque, les flyschs peuvent affleurer sur de grandes distances offrant ainsi d'excellente condition d'affleurement. Mais les flyschs sont par définition des lithologies tendres et sont donc sensibles à l'érosion. Les flyschs présentent une faible aptitude à l'affleurement. Ils sont généralement recouverts par des sols et de la végétation limitant les corrélations latérales. En condition de pente, l'alternance des niveaux marneux et gréseux peut favoriser la formation de plan de glissement conduisant à des glissements de terrain d'ampleur variable et dont dérive le terme de flysch. Le flysch affleure préférentiellement dans les carrières où le flysch est exploité, dans le lit des rivières qu'il entaille. Ils forment aussi généralement des sommets peu élevés et de forme arrondie (collines) pour les séquences à dominante marneuse tandis que des successions plus gréseuses peuvent constituer des sommets aux arêtes plus marquées (crêts). Ainsi les flyschs ne constituent pas généralement de hauts sommets sauf s'ils sont situés en position structurale élevée. Dans les systèmes plissés, comme les Préalpes, les flyschs ont tendance à être préservés au fond des vallées, dans les synclinaux, tandis que l'érosion les a supprimés des sommets et de la tête des anticlinaux.

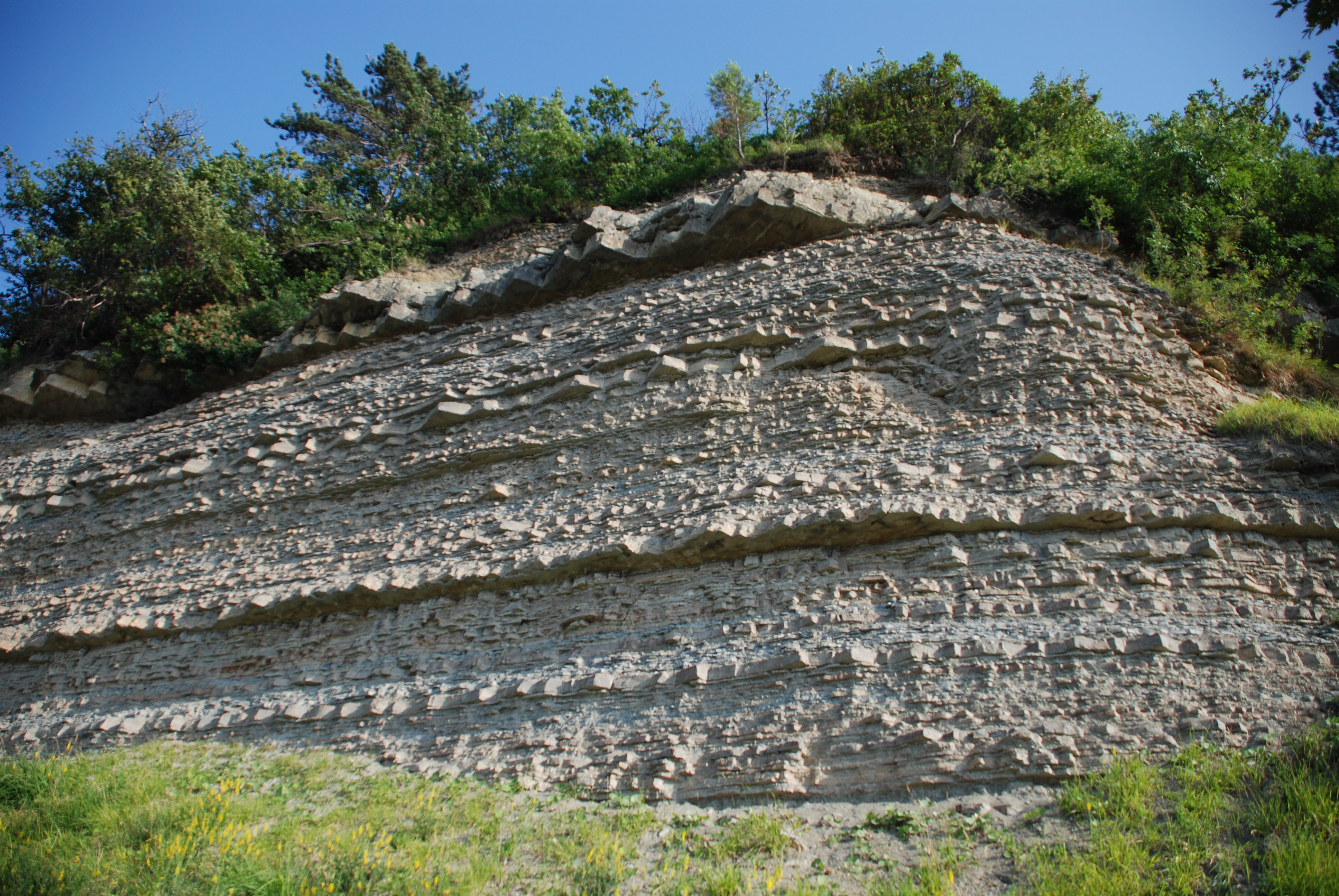
Falaise de flysch vers la baie de Fiesa en Slovénie
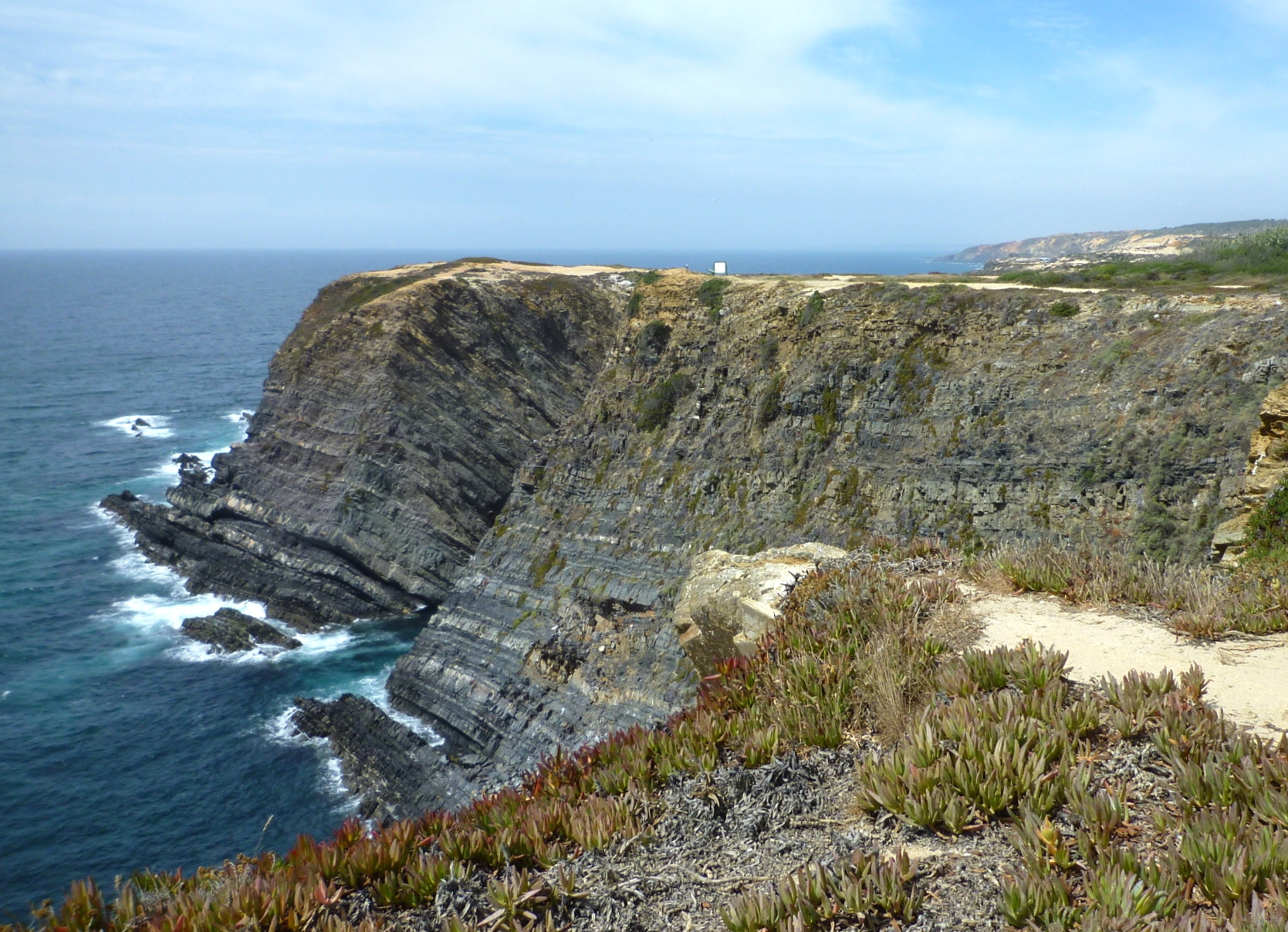
Falaise de flysch Baixo Alentejo au Portugal
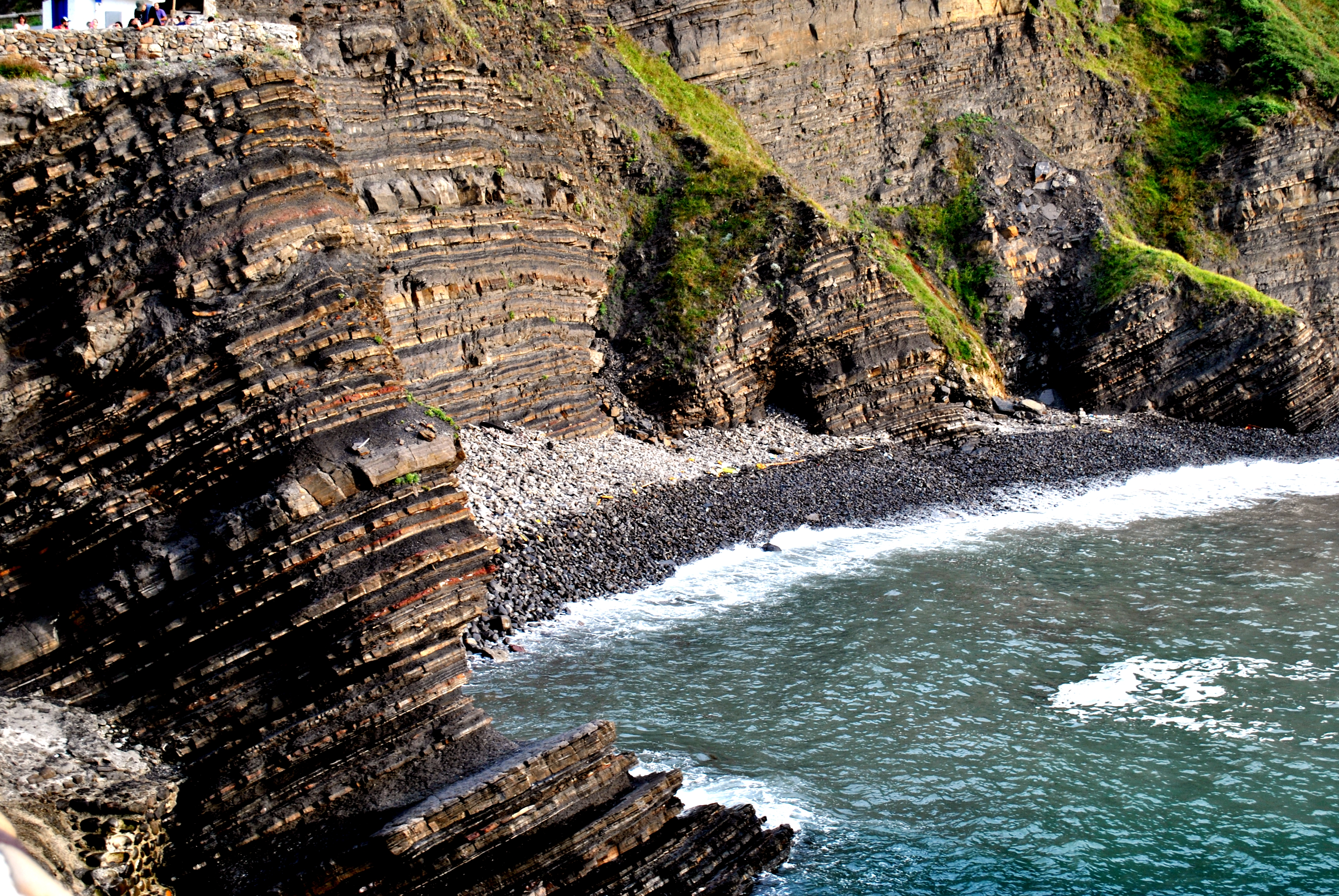
Falaise de flysch en bord de mer. Bien que bénéficiant d'une très bonne qualité d'exposition, ces affleurements peuvent être difficile d'accès et il peut s'avérer difficile de les étudier dans toute leur épaisseur.
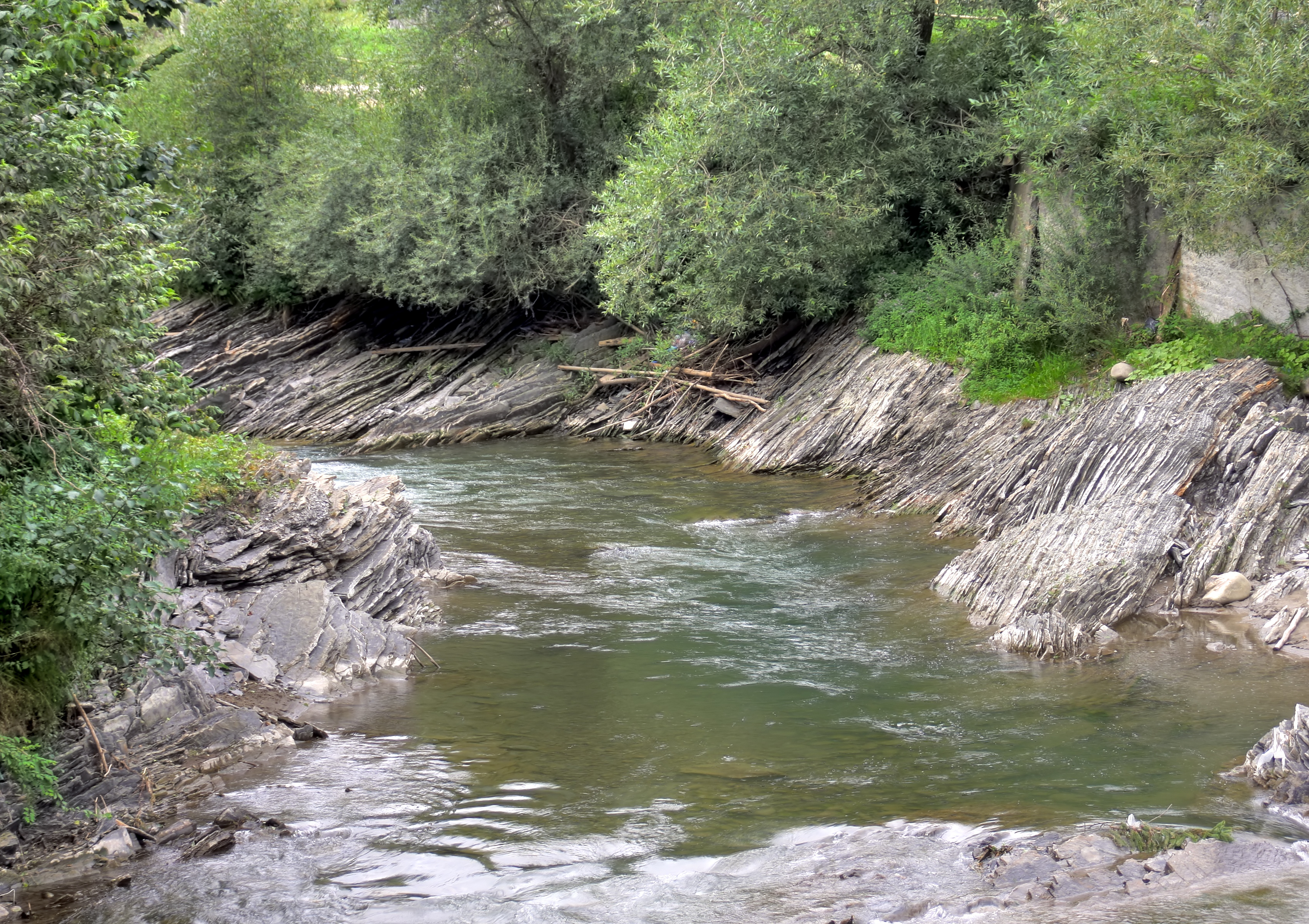
Affleurement de flysch entaillé par une rivière en Ukraine. Il correspond aux meilleures conditions d'affleurement car le flysch est aisément accessible et non recouvert grâce au courant de la rivière.

### Pétrographie

#### Grains détritiques
Les flyschs sont par définition des dépôts siliciclastiques représentés principalement par des grès aux conglomérats, alternant avec des intervalles marneux à argileux dont la composition est généralement proche de celle des grès. La composition dominante est constituée de grains extrabasinaux c'est-à-dire d'origine externe au milieu de dépôt. Ils sont composés de quartz, feldspaths et lithoclastes en proportion variable et dont la composition est fonction de la nature des roches formant le bassin versant. Dans les Alpes, les assemblages de minéraux lourds sont dominés par des variétés stables (zircon, tourmaline et rutile) auquel se rajoutent grenat et spinelle chromifère selon la nature des sources, (respectivement roches métamorphiques et croûte océanique). Les flyschs se caractérisent par une grande richesse en éléments cristallins surtout dans les conglomérats comprenant des granites, gneiss et autres schistes sans oublier des lithoclastes sédimentaires variés. Les clastes volcaniques sont aussi fréquents avec des termes basiques à intermédiaire. Les flyschs présentent par ailleurs une forte proportion de micas selon certains auteurs,. La fréquence de fragments de végétaux ainsi que ponctuellement d'ambre soulignent l'importance des apports terrigènes.

#### Bioclastes et grains intrabasinaux
Les grains intrabasinaux (e.g. issus du milieu de dépôt) sont généralement remaniés. Ils incluent des bioclastes provenant de la plateforme ainsi que des grains produits par précipitation chimique (glauconie, phosphate) en faible proportion et potentiellement remaniés. Les flyschs se caractérisent par un contenu fossile relativement pauvre en raison des faibles conditions de préservation durant la phase de dépôt (profondeur relative par rapport à la CCD) et la diagenèse. Les bioclastes sont principalement représentés par des foraminifères ainsi que des algues rouges, bryozoaires, échinodermes, ammonites et bélemnites selon l'âge du dépôt. Leur distribution dépend aussi des conditions océanographiques de la plateforme. Certains bancs des flyschs alpins présentent par ailleurs des concentrations très élevées en algues rouges ou en grands foraminifères (nummulites et discocylines) soulignant leur abondance et la construction de biohermes sur la plateforme continentale. Les coraux ainsi que les débris coquillers (mollusques et brachiopodes dont inoceramus) sont généralement rares dans les flyschs alpins en raison notamment de conditions défavorables au Paléogène pour les coraux. Certains fragments sont allochtones à l'image des foraminifères planctoniques, écailles de poissons, ammonites et bélemnites et se concentrent surtout dans les intervalles pélagiques (marnes). L’absence de macrofaune (restes entiers de poissons, etc) est une constante dans les flyschs, mais des écailles de poissons sont parfois retrouvées,,. Les bioclastes présentent par ailleurs une corrélation avec la granulométrie,,,,,: les grands foraminifères sont généralement concentrés à la base des bancs, dans les faciès grossiers, tandis que les microfossiles et les nanoplanctons calcaires se retrouvent dans les grès fins voire les séquences hémipélgiques. Enfin la présence d'organismes est aussi attestée par les bioturbations,,, sur la base des bancs et incluant ficoïdes, chondrites, helminthoïdes, zoophycos ou cancellophycos et la présence de matière organique notamment dans les intervalles marneux.

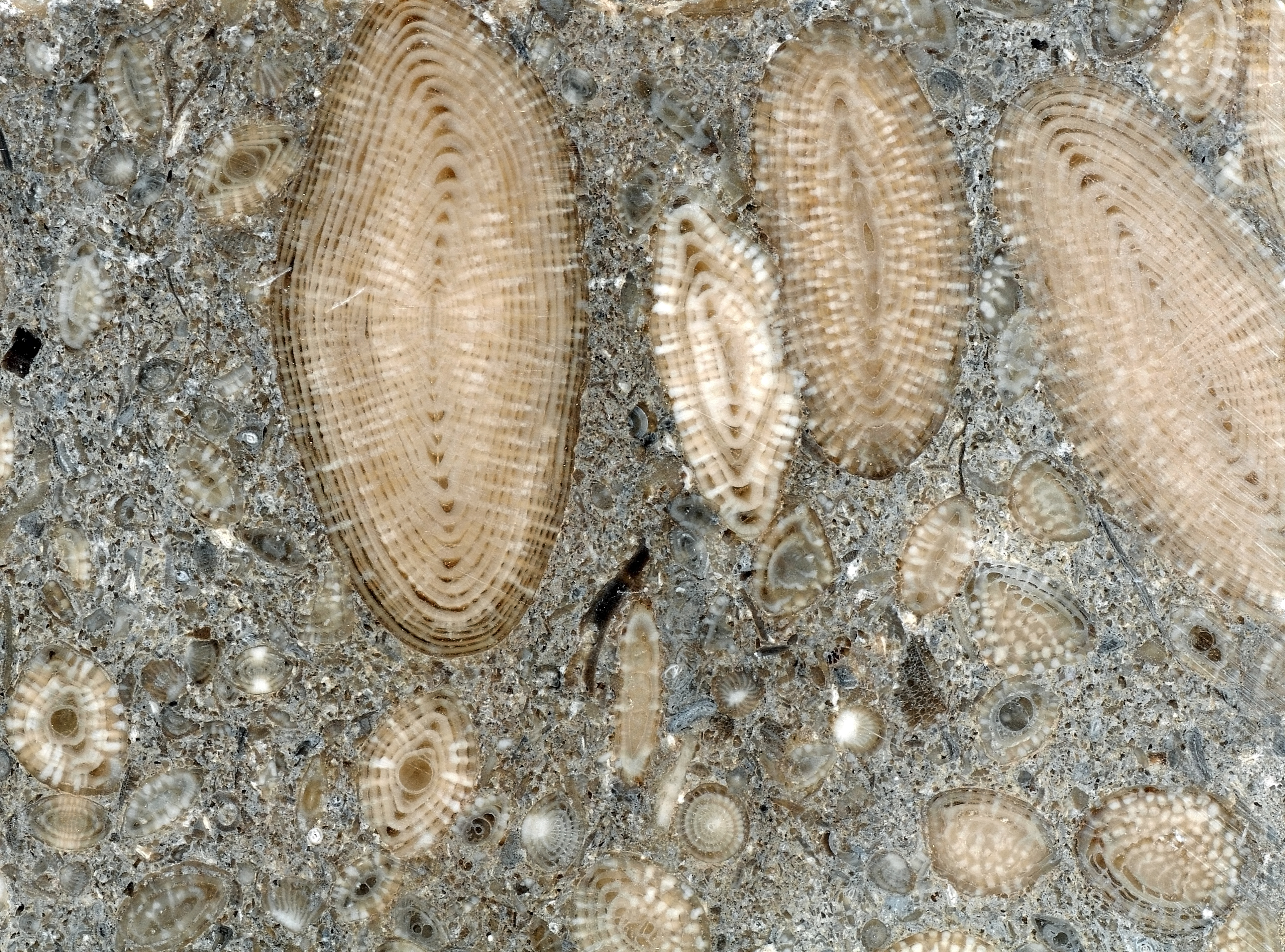
Nummulites en section dans un calcaire à nummulites (Oligocène ?)
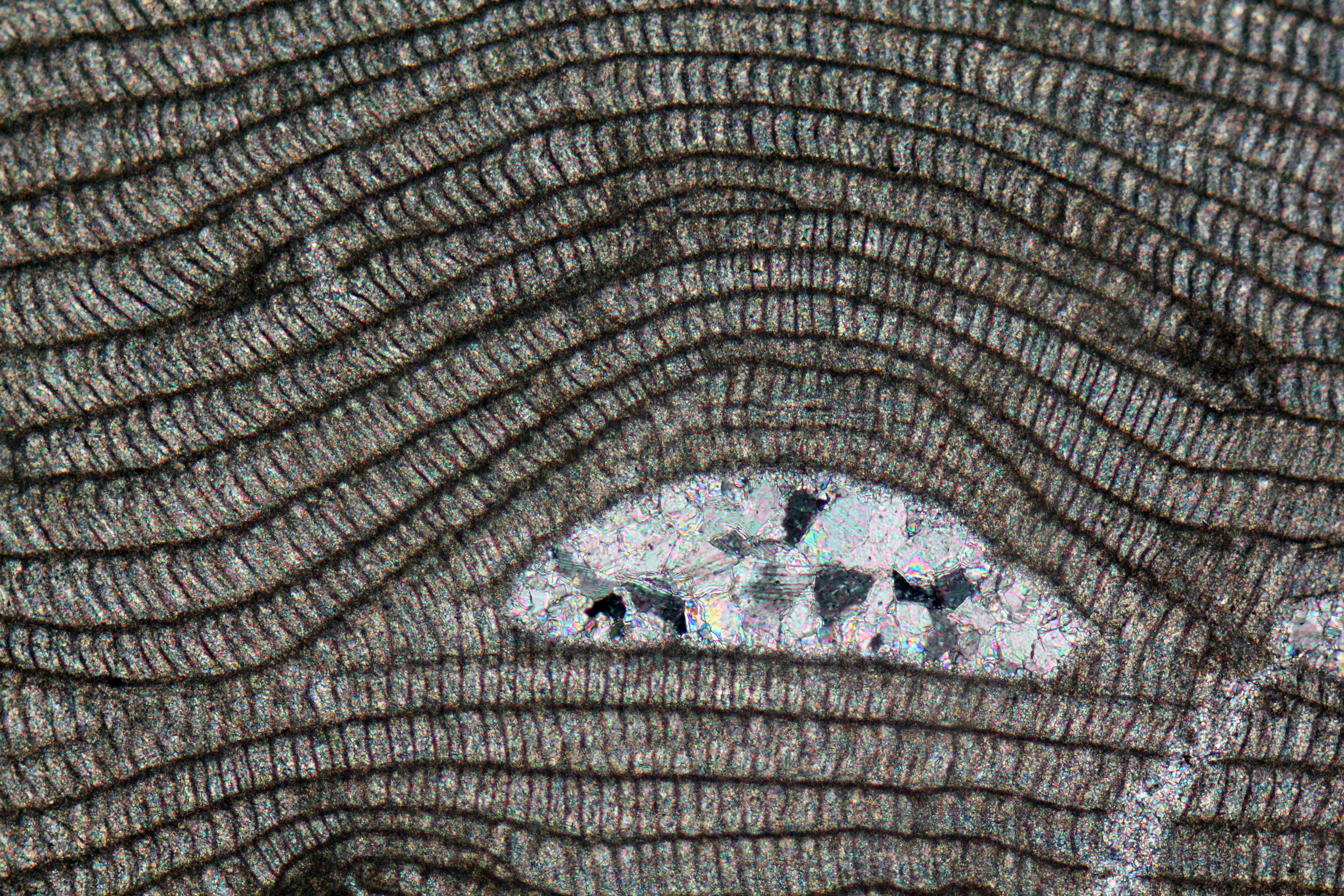
Gros plan d'une section d'algue rouge
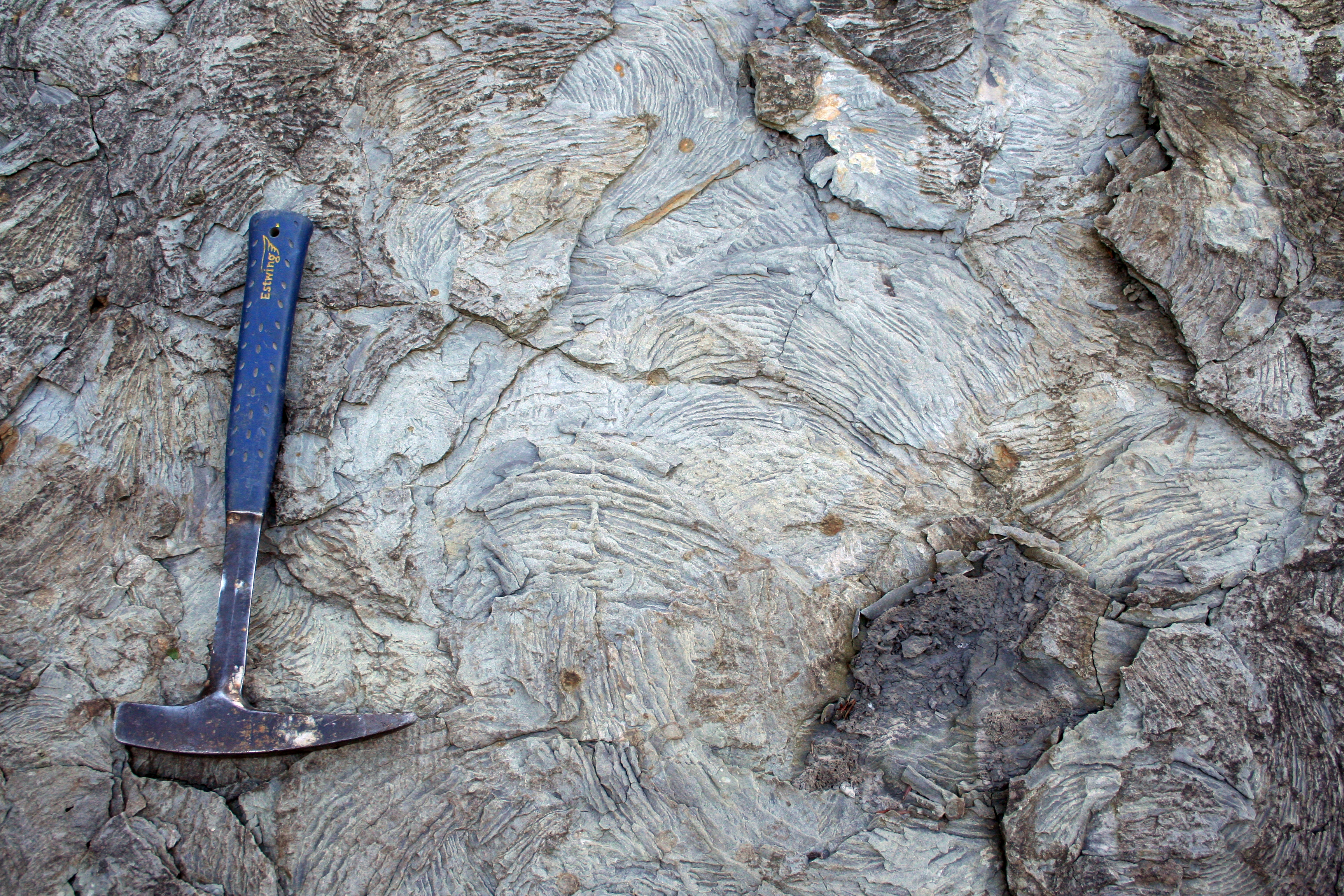
Bioturbations de type zoophycos

#### Cimentation et porosité
La cimentation, tout comme la porosité, est très variable et dépend de la diagenèse ainsi que la profondeur relative par rapport à la CCD. L’ensemble est généralement cimenté par de la calcite et plus rarement par des argiles ou des silts, mais peut aussi présenter des inclusions de limonite. La cimentation siliceuse est exceptionnelle (cf. Ölquartzite).

#### Granulométrie
Le tri est pauvre et l’on peut constater la présence de grains très arrondis de type éolien dans les granulométries les plus grossières. Les termes les plus grossiers présentent une plus grande variété de clastes tant en termes de taille que de nature et une matrice peut-être présente.

### Variantes

#### Flysch Alberese
Lorsque la teneur en carbonate est prépondérante, on peut aussi rencontrer des flyschs calcaires décrits comme de type Alberese. Ces calcaires détritiques sont finement laminés et à granulométrie fine (grès très fin à siltite). Ils se caractérisent parfois par l'absence de microfaune.

#### Macigno

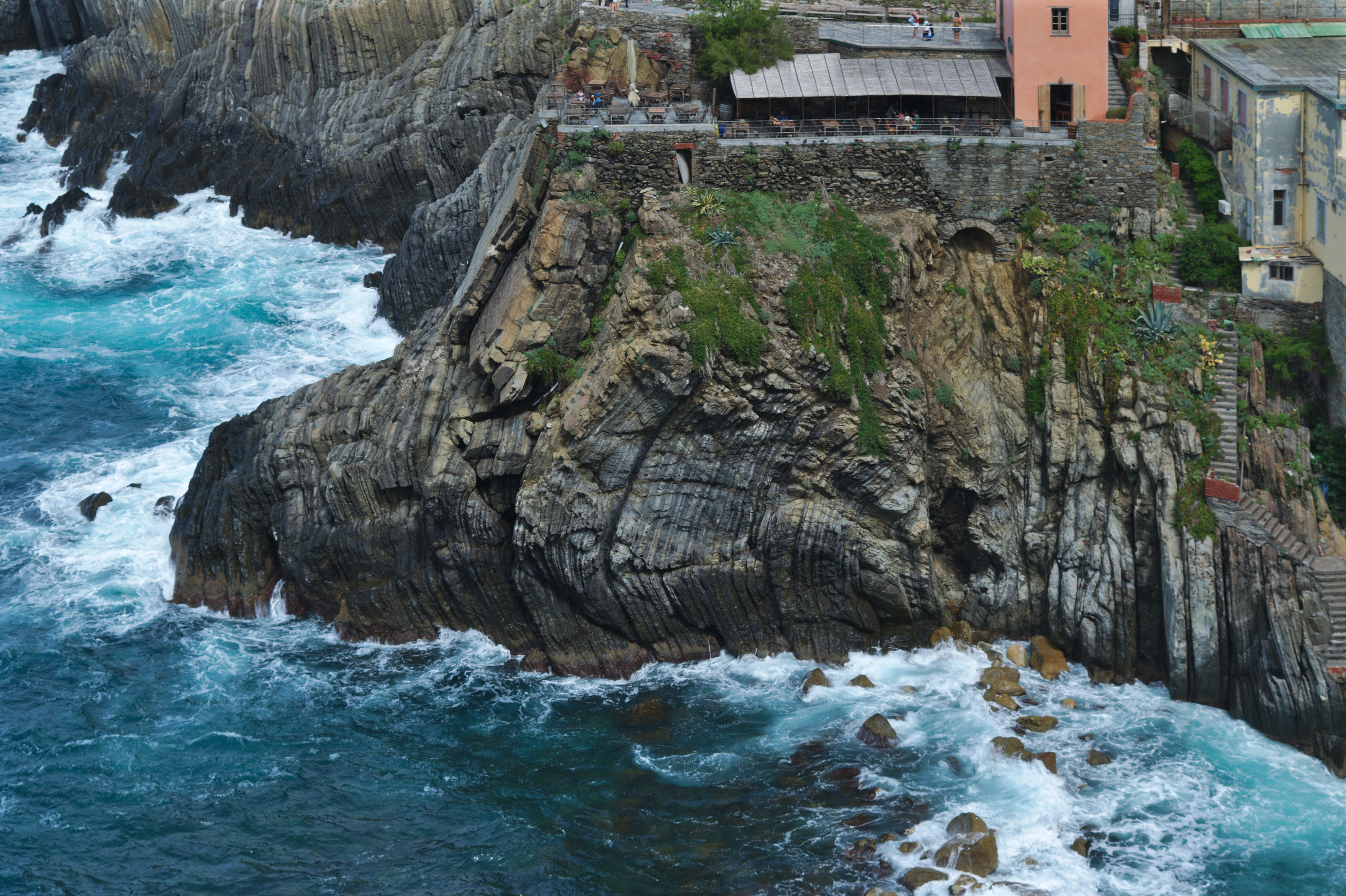
Exemple d'affleurement de Macigno dans la région de Riomaggiore.

Le Macigno est un terme local qui décrit les grès à ciment calcaire des Apennins en Italie et des Alpes-Maritimes en France. Dans la littérature du 19e siècle, le terme de Macigno alpin est fréquemment utilisé comme synonyme de flysch.

#### Ölquartzite (ou Oelquartzite)
Les Ölquartzite se réfèrent à des bancs de grès riches en quartz (quartzite) et qui présentent un aspect huileux en cassure fraîche. Le terme fut fréquemment utilisé dans les flyschs suisses.

#### Wildflysch (ou Flysch à lentilles)
Le wildflysch (littéralement Flysch sauvage) est un terme fréquemment utilisé en géologie alpine pour décrire des mélanges, car la matrice des wildflyschs peut dériver de flyschs (alternance de bancs gréseux et d'intervalles marneux) et notamment le flysch noir (forte proportion d'intervalle marneux). Certains auteurs décrivaient ainsi la matrice comme flyschoïde. Le wildflysch inclut fréquemment des lentilles de lithologie très diverse, décrites comme des blocs exotiques ou des lames tectoniques selon leur géométrie, et dont la taille peut être kilométrique. Cette unité a été pour la première fois décrite par Franz Joseph Kaufmann dans la région d'Habkern :
« Dunkelgraue bis schwarze, weiche, glänzende Schiefer, oft krummschalig und voll gestreifter Reibungsspiegel, wechseln mit Sandstein, zuweilen mit Konglomerat. Nicht selten sind Stadschiefer, Fukoidenschiefer und leimcrnartige Schiefer eingelagert, auch grünsandige Nummulitenkalke, Granit-breccien usw. » (p. 553)
Depuis le terme wildflysch tend à être remplacé par le mot mélange reconnu internationalement,. Il s'agit d'unités géologiques dépourvues de stratification car résultant soit d'un glissement de grande ampleur (mélange sédimentaire) ou du démantèlement d'unités géologiques le long d'un plan de chevauchement ou dans le chenal de subduction (mélange tectonique). Elles sont par ailleurs régulièrement observées à proximité de dépôts de flyschs.

## Exemples

### Orogenèse alpine
Les flyschs alpins sont liés à la fermeture de la Téthys alpine. La sédimentation des flyschs débute au Crétacé précoce (Barrémien-Albien) dans les Alpes orientales, et entre le Crétacé tardif (Coniacien) et l'Éocène tardif dans les Alpes occidentales pour les flyschs s.s.,. L'Oligocène marque ensuite la collision et donc le dépôt des flyschs s.l. (aussi nommés Flyschs helvétiques par opposition aux Flyschs alpins) et de la molasse. Ils sont représentés par des séries détritiques déposées sur la marge européenne (domaine delphino-helvétique) dans le bassin d'avant-pays nord alpin. Les principaux flysch alpins sont :

#### Alpes occidentales
- Grès d'Annot ( France, flysch s.l.)
- Grès de Champsaur ( France, flysch s.l.)
- Flysch des Aiguilles d'Arves ( France, flysch s.l.)[111]
- Flysch de la nappe d'Autapie ( France)[9],[112],[113]
- Flysch de la nappe de Parpaillon ( France)[9],[112],[113]

#### Alpes centrales
- Complexe Voirons-Wägital ( France /  Suisse) : anciennement dénommé nappe du Gurnigel[114], il est subdivisé en cinq flyschs disposées d'est en ouest[84],[85],[115],[116].
- Formation de Cuvigne Derrey ( France /  Suisse) : anciennement dénommé Flysch des Médianes, il constitue le sommet de la nappe des Préalpes Médianes[85],[117],[118].
- Formation de Chumi ( France /  Suisse) : anciennement dénommé Flysch de la Brèche, il constitue le sommet de la nappe de la Brèche[119],[120].
- Le groupe des nappes supérieures des Préalpes ( France /  Suisse) : subdivisée en quatre nappes de charriage correspondant à autant de flyschs[85],[117],[121].
- Flysch à Helminthoïdes ( France /  Italie /  Suisse) : terme fréquemment utilisé dans les Alpes pour décrire des flyschs présentant des bioturbations de type helminthoïde. C'est l'exemple typique d'interprétation stratigraphique du terme flysch. Elle regroupe aujourd'hui différentes unités stratigraphiques en position structurale variée[113].
- Formation de Taveyannaz ( France /  Suisse, flysch s.l.) : aussi dénommé Grès de Taveyannaz, c'est une série sédimentaire riche en matériel volcanique hérité du volcanisme post-orogénique Oligocène et déposée dans le bassin d'Avant-Pays Nord Alpin[85],[122],[123],[124],[125],[98].
- Grès du Val d'Illiez ( France /  Suisse, flysch s.l.) : équivalent de la formation de Taveyannaz mais moins riche en matériel volcanique[85],[122],[123],[98].

#### Alpes orientales
- Flysch Gault ( Autriche)
- Flysch rhénodanubien ( Autriche) : subdivisé en plusieurs nappes[126].
- Flysch des Alpes calcaires septentrionales ( Suisse /  Autriche /  Allemagne)[127].

#### Carpathes
- Flysch carpathien ( Pologne /  Slovaquie, flysch s.l.)

## Application en géologie

### Datation
De par leur dépôt durant la phase de convergence, préférentiellement le long des zones de subduction, les flyschs constituent le témoin idéal des orogènes. Notamment, leur datation permet de reconstituer les différentes phases de fermeture du bassin océanique. Ainsi le début de la sédimentation d'un flysch marque la proximité de la zone de subduction du domaine paléogéographique associé tandis que la fin de sa sédimentation décrit son incorporation dans le prisme d'accrétion et donc la disparition du domaine paléogéographique.

#### Biostratigraphie
En raison d’un contenu paléontologique restreint, il n’est pas toujours aisé de dater précisément le flysch et par la même d’effectuer des corrélations. Les grès incorporent du matériel hérité de la plateforme et donc non contemporain de son dépôt. Les intervalles marneux résultant de l'accumulation de la pluie pélagique présentent par contre des teneurs variables en foraminifères. Les intervalles argileux à argilo-micacés sont généralement stériles tandis que les intervalles marneux contiennent une microfaune potentiellement riche et abondante. Ces organismes marins unicellulaires sont suffisamment bien connus pour que leur extension biostratigraphique soient exploités comme échelle de temps. Ainsi les assemblages de foraminifères dans les intervalles marneux permettent de fournir une fourchette d'âge aux dépôts qui les contiennent.

Divers organismes sont exploités pour la datation des flyschs avec des résultats variables. Ils incluent les foraminifères pélagiques, les nannofossiles calcaires ainsi que la palynologie. Les pollens sont en effet suffisamment résistants pour s'accumuler dans ces dépôts marins profonds. Les foraminifères benthiques étant généralement issus de la plateforme (cas des nummulites) ne sont pas toujours exploitables.

#### Bentonites
Les zones de subduction sont généralement associées à un volcanisme d'arc calco-alcalin de type andésitique à l'image de la Cordillère des Andes. Ce volcanisme peut se manifester par la présence de fragments volcaniques dans les dépôts silici-clastiques mais aussi par des couches de cendres volcaniques. Sous l'effet de l'altération, les cendres se transforment en smectite et forment des bentonites. Cependant, les cendres volcaniques peuvent aussi dériver d'un épisode volcanique éloigné et indépendant de l'orogenèse grâce à leur forte capacité de transport sur de grandes distances.

Outre la présence de smectite, les bentonites sont aussi composées de minéraux lourds dont des zircons. L'analyse de ces grains permet de fournir une datation absolue relativement précise du dépôt. Mais contrairement à la datation des foraminifères, la présence de bentonite est plus hasardeuse car pas toujours bien conservée et les bancs ont habituellement une épaisseur centimétrique voire millimétrique. Elles peuvent néanmoins contribuer à caler précisément la datation biostratigraphique.

Dans les Alpes, des bentonites d'âge Paléocène à Éocène précoce ont été identifiées dans plusieurs unités dont les flyschs du complexe Voirons-Wägital, et le flysch Gault. Elles seraient associées à la province ignée nord Atlantique situé 1 900 km au nord. Cet évènement magmatique correspond à d'importants épanchements basaltiques liés à la séparation du Groenland avec la plaque eurasiatique et prolongeant l'ouverture de la branche nord de l'océan Atlantique.

### Paléogéographie
L'étude de la composition des flyschs et notamment de sa fraction détritique extrabasinale permet d'identifier les unités tectoniques bordant la zone de subduction. Au cours de la fermeture du bassin, l'orogenèse modifie la disposition de ces unités en les enfouissant, les déplaçant ou en les exhumant. Il devient ainsi possible de reconstituer l'évolution des unités tectoniques exhumés au cours du temps d'après la variation de composition des flyschs couplé à une datation de leur dépôt.

Les études reposent principalement sur l'analyse de la composition des grès selon la méthode de Gazzi-Dickinson. La composition peut ensuite être reporté dans les diagrammes ternaires du modèle de Dickinson, pour définir le contexte tectonique de la zone d'alimentation détritique (bloc continental, magmatisme d'arc, recyclage d'orogène, mixte). Néanmoins la distribution des différents champs tectoniques et son application dans une grande variété de contextes soulèvent aujourd'hui des critiques. La composition générale détritique peut aussi être corrélée avec la distribution des lithologies des lithoclastes issus des conglomérats. L'analyse des éléments majeurs et traces (dont les terres rares) permet de suivre l'évolution des apports malgré l'altération des minéraux et éventuellement les phases de métamorphisme.

Les minéraux lourds constituent un outil complémentaire à la composition générale. Ils rassemblent un ensemble de minéraux qui se distinguent par une densité supérieure à 2,8 (les quartz ont une densité de 2,65). Ces minéraux offrent généralement une meilleure discrimination et identification des sources. Par ailleurs leur sensibilité à l'altération peut entrainer une perte de conservation des assemblages au cours du cycle sédimentaire. Enfin les analyses variétales se focalisant sur une ou plusieurs espèces minérales sont aussi utilisées pour décrire les variations des apports d'après la variation de composition (géochimie) ou la datation de l'âge de cristallisation (géochronologie) des grains.

## Usages
De nombreux flyschs ont fait l'objet d'une exploitation en carrière notamment pour la construction et le pavage des routes. Il existe aussi des carrières de meule (ou meulière) dont les plus importantes sont situées au Mont Vouan dans le Flysch des Voirons (Préalpes du Chablais).

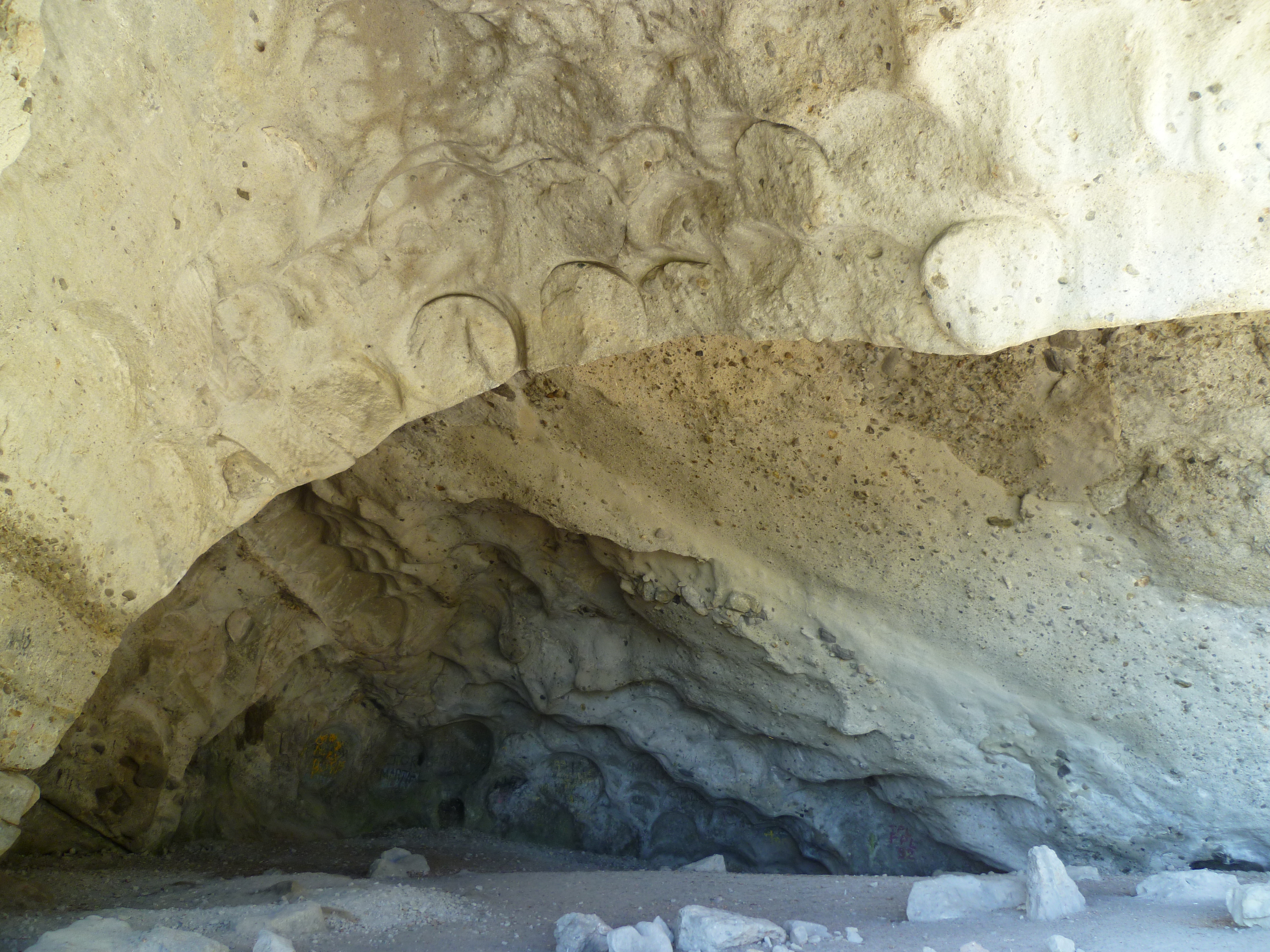
Cavité de la meulière de Grande Gueule au Mont Vouan. Les empreintes de meules sont visibles dans la partie supérieure.
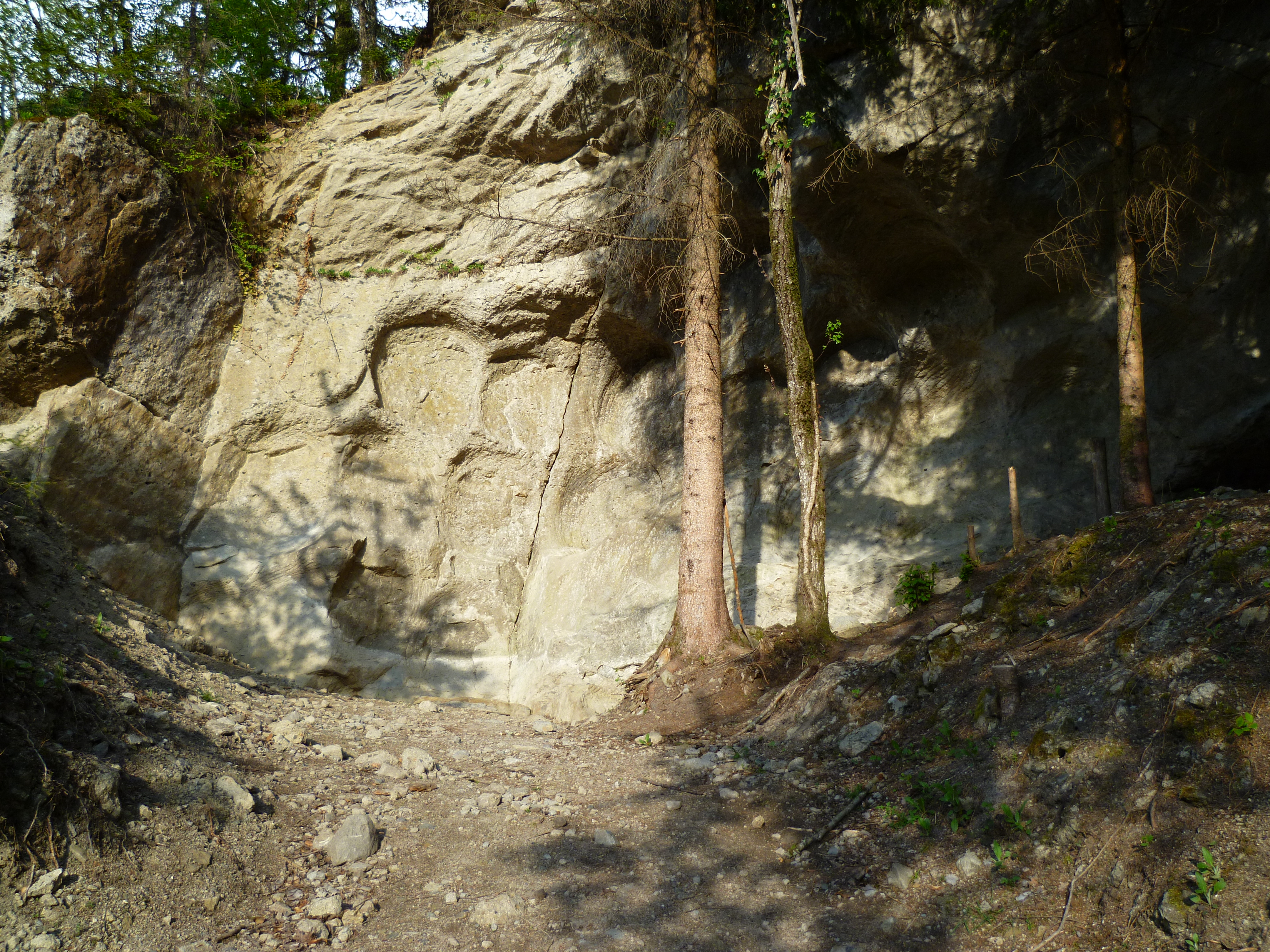
Empreintes de meules à la meulière à Vachat au Mont Vouan.